# Georges Kars
Georges Kars, pseudonyme de Georg Karpeles, ou Jiri Karpeles, dit aussi Georges Karpeles, né le 2 mai 1880,, selon d'autres sources 1882  à Kralupy (Autriche-Hongrie, aujourd'hui en République tchèque), et mort le 5 février 1945 à Genève (Suisse), est un peintre tchécoslovaque, principalement actif en France.

## Biographie
Georges Kars est né à Kralupy dans la région de Prague, où ses parents, juifs d’origine allemande et négociants en grains, s’étaient établis. Il dessine alors sur ses cahiers de classe, fréquente à la sortie de l'école une galerie de tableaux tenue par un certain Lheman, et ne manque jamais un Salon praguois. Georges Kars suit des cours de peinture chez un jeune peintre avant de partir pour Munich en 1899, où il étudie avec Franz von Stuck et se lie avec Jules Pascin, Rudolf Levy et Paul Klee.
Entre 1905 et 1907, il passe par Prague puis s’installe à Madrid, où il rencontre Juan Gris, qui l'influence dans le cubisme, puis il s’imprègne de la peinture de Diego Vélasquez et Francisco de Goya.

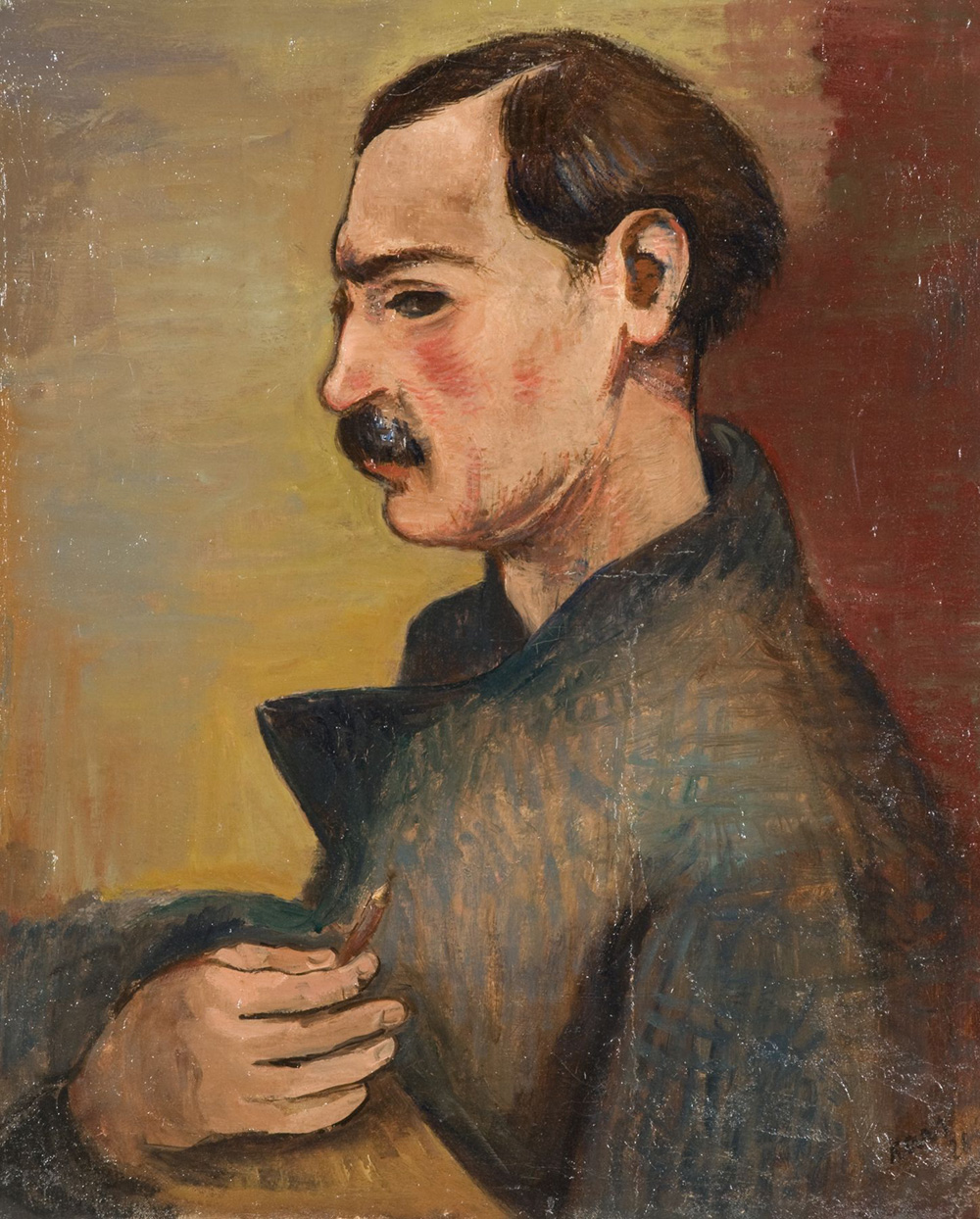
Georges Kars, Maurice Utrillo, 1926, huile sur toile, Prague, Pudil Family Foundation.

En 1908, après un séjour à Prague, Kars arrive à Paris, s'installe dans le quartier de Montmartre, fait la connaissance de Suzanne Valadon, Maurice Utrillo, André Utter, et retrouve son ami Pascin. Il se lie avec Marc Chagall, Guillaume Apollinaire, Max Jacob, le critique d'art Maurice Raynal et le peintre-graveur grec Demetrius Galanis. Pendant la Première Guerre mondiale, il réside en Belgique avec Pascin.

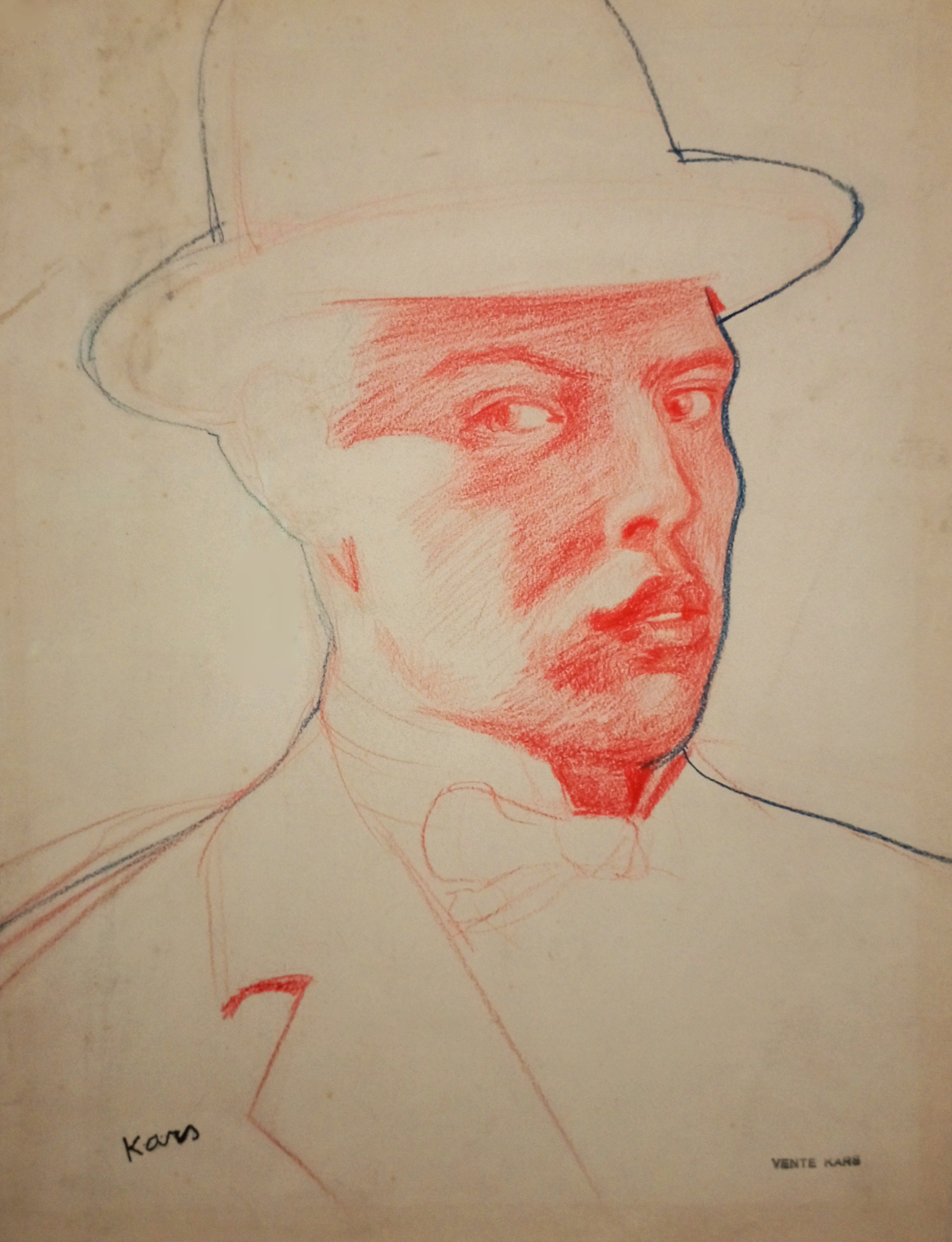
Georges Kars, Autoportrait, 1902, crayons de couleur rouge et bleu sur papier vélin, Fontevraud-l'Abbaye, musée d'Art moderne de Fontevraud.

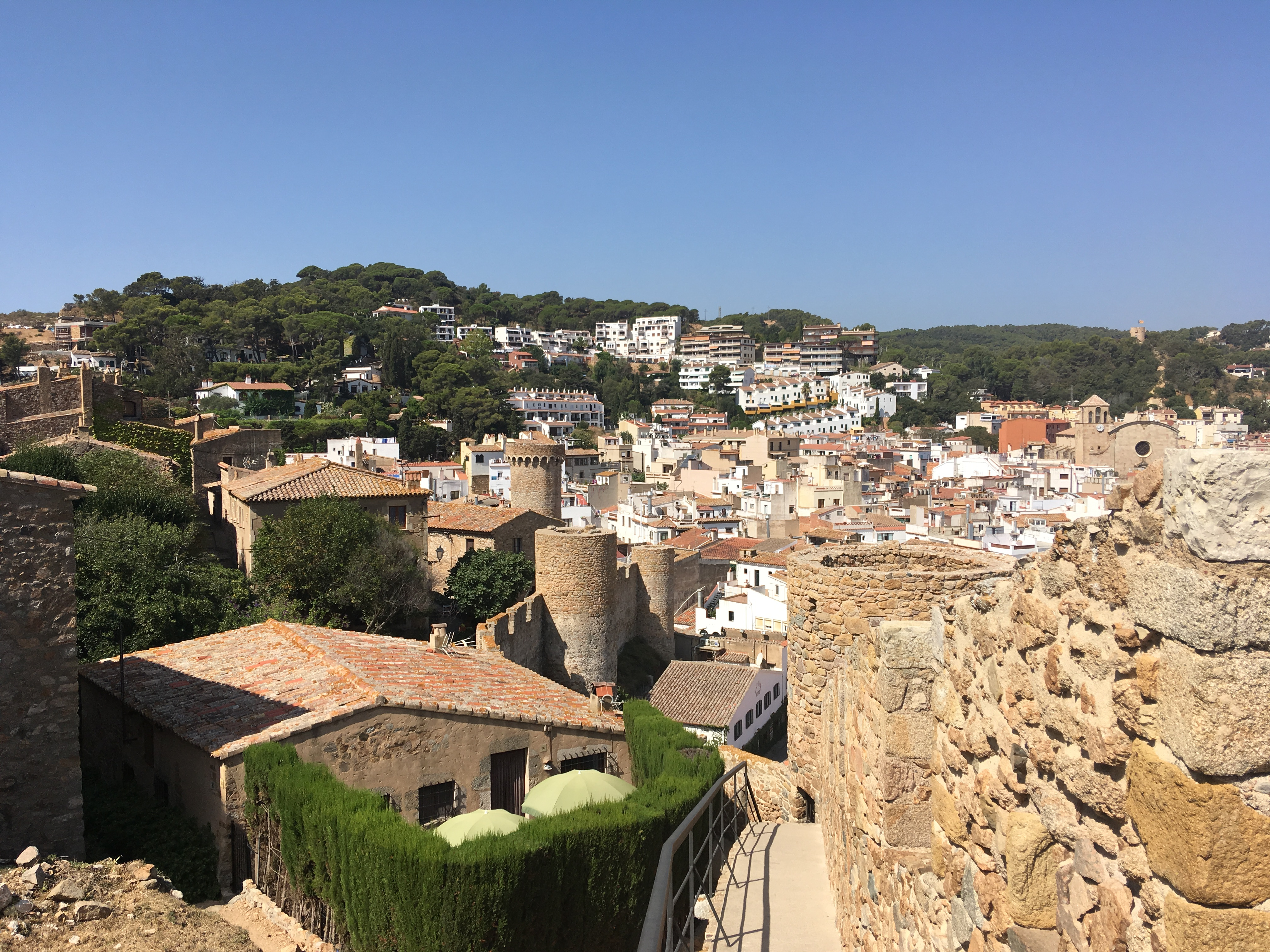
Vue de Tossa de Mar.

En 1923, il passe l’été à Ségalas, dans les Hautes-Pyrénées, avec la famille de Suzanne Valadon, dont André Utter.

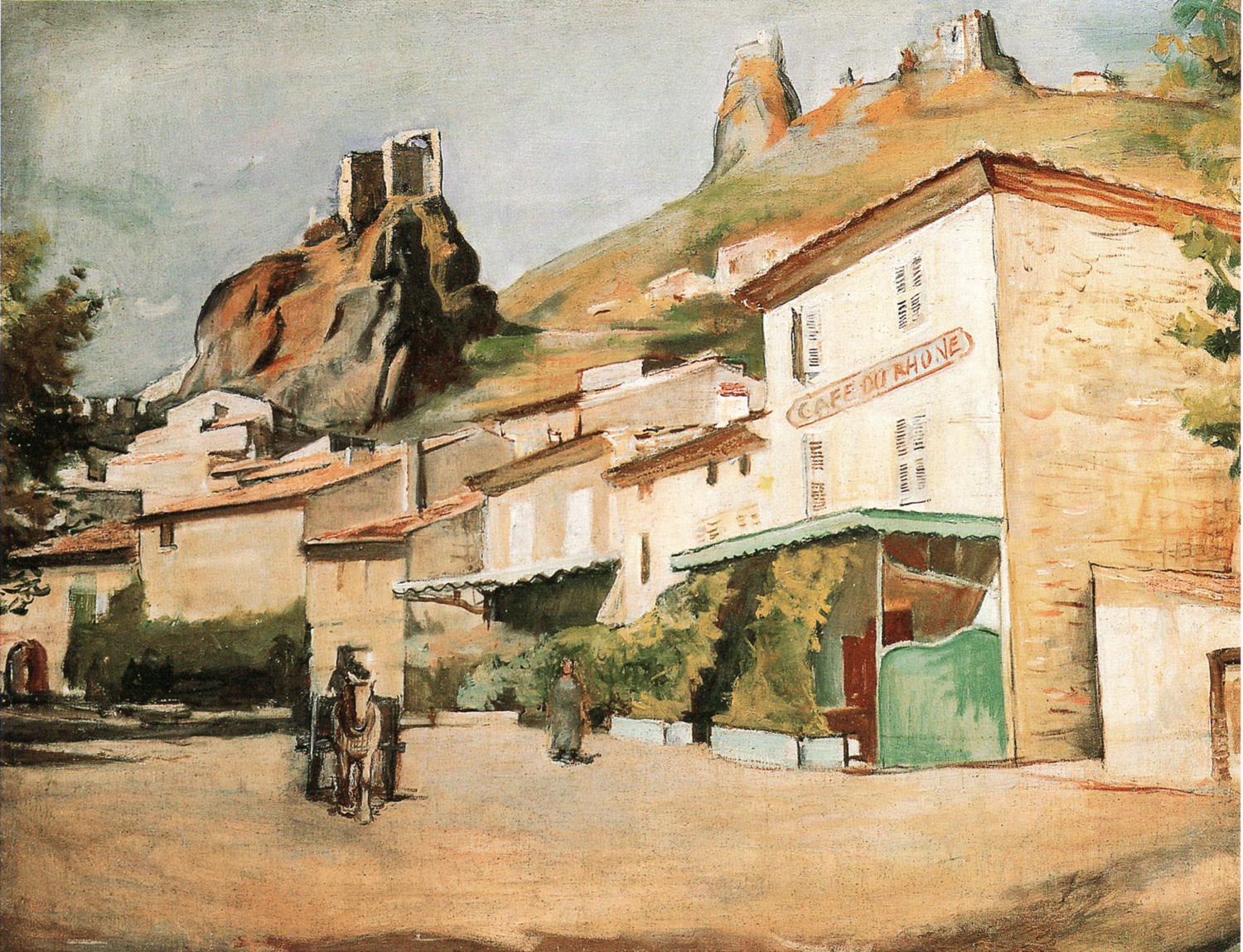
Georges Kars, Tossa de Mar, huile sur toile, localisation inconnue.

En 1933 — année où il peint le Portrait de Berthe Weill qui lui a alors consacré plusieurs expositions —, Kars achète une maison à Tossa de Mar près de Barcelone, où il passe trois ans (c'est l'époque où Jacques Guenne le compare à Camille Corot). De retour à Paris, il s'installe au 89, rue Caulaincourt, dans le 18e arrondissement.
En 1939, il se réfugie à Lyon où il loge dans un immeuble subventionné par la Croix-Rouge et Katia Granoff expose une série de ses dessins.
En octobre 1942, informé de l'imminence de l'occupation de la zone libre, passant la frontière en même temps que Chana Orloff grâce à l'aide du commissaire de police Louis Duclos, il se réfugie en Suisse près de Zurich, chez sa sœur. « Cette âme sensible, évoque Katia Granoff, ne consentit pas, la Libération venue, à passer l'éponge de l'oubli sur tout ce qui s'était passé. Réfugié en Suisse, à bout de nerfs, il ne voulut pas accepter la vie tranquille qui s'offrait à nouveau » : le 5 février 1945, Georges Kars se jette du cinquième étage de son hôtel à Genève, la veille de son retour en France.
À la mort de son épouse Nora, son atelier est vendu aux enchères le 17 juin 1966, à Paris, au palais Galliera. Pierre Lévy et Oscar Ghez achètent un ensemble important d'œuvres de Kars. Katia Granoff défend son œuvre et présente sa première rétrospective.

## Contributions bibliophiliques
- Oskar Butter (cs), Otakar Flanderka, Lucien Hubert et Štefan Osuský (préface de Paul Valéry, Štefan Osuský, ministre de Tchécoslovaquie à Paris - Commémoration du vingtième anniversaire de son arrivée à Paris et de son activité politique et diplomatique, dessins d'Othon Coubine, Georges Kars et Jan Zrzavý, Société centrale d'impression, Paris, 1937.

## Expositions

### Expositions personnelles

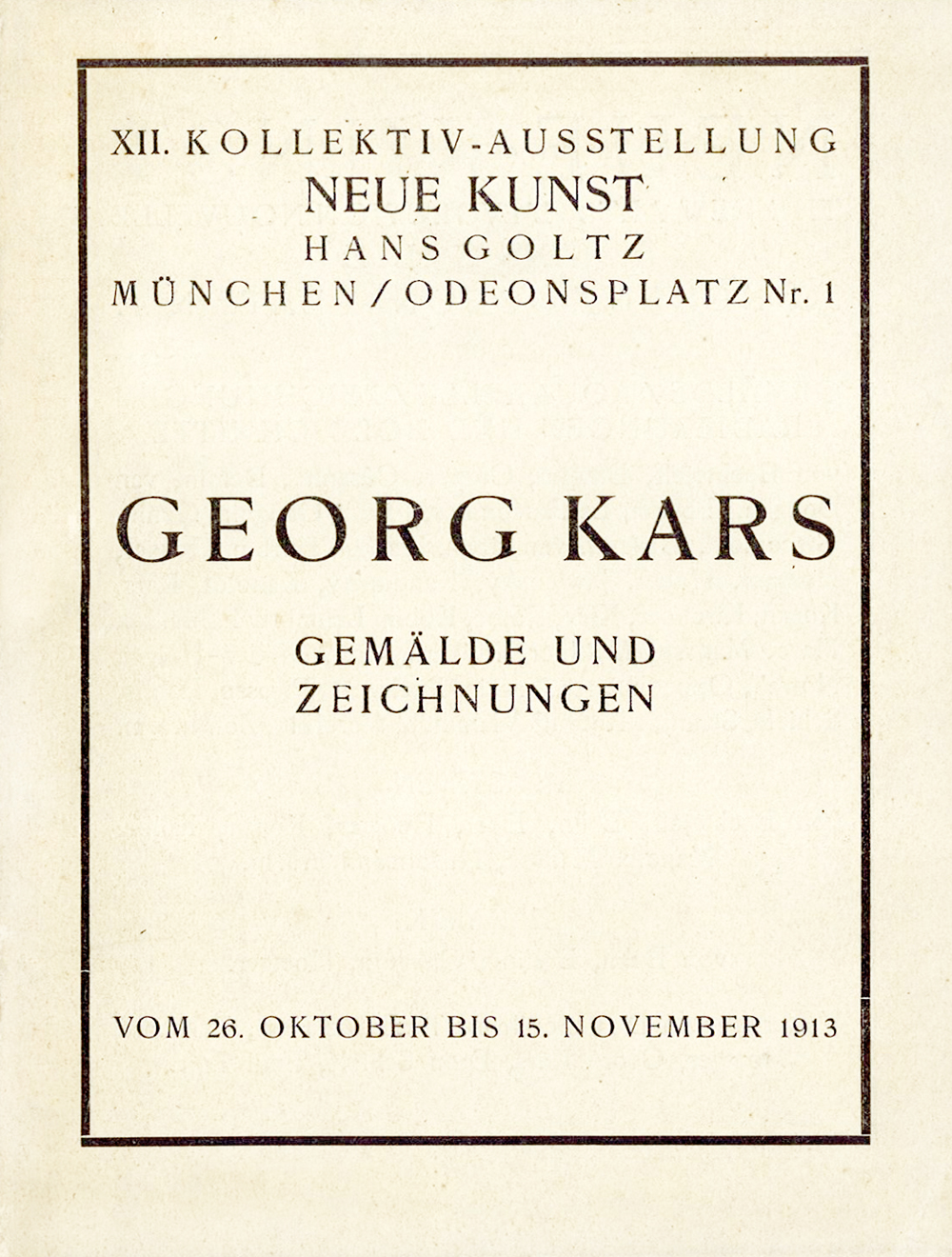
Affiche d'exposition, 1913.

- Georges Kars - Gemälde und Zeichnungen, Galerie Hans Goltz, Munich, octobre-novembre 1913.
- Galerie de la Licorne, Paris, 1922.
- Galerie Berthe Weill, Paris, 1928[12], 1931[13].
- Galerie Bernier, Paris, 1928[14], 1938.
- Art Institute of Chicago, 1933.
- Mánes Exhibition Hall, Prague, 1937, octobre-novembre 2017[15].
- Deux expositions à Lyon, 1939.
- Galerie des Beaux-Arts, Paris, 1945[16].
- Vente de l'atelier Georges Kars, Claude Robert, commissaire-priseur, palais Galliera, Paris, 17 juin 1966.
- Galerie Wolfgang Ketterer, Munich, 1967.
- Georges Kars, 1882-1885 - Peintures et dessins, rétrospective de 120 œuvres, musée d'art moderne de Troyes, mai-juin 1983[17].
- Musée municipal de Tossa de Mar, septembre-octobre 1993.
- Georges Kars - Œuvres anciennes, Galerie Robert Guttmann, Prague, février-juin 2012[18],[19].

### Expositions collectives
- Salon d'automne, Paris, de 1909 à 1927.
- Salon des indépendants, Paris, 1910, de 1913 à 1926[20], 1934 (Emballage de citrons à Majorque ; Gosse espagnol[21]).
- Exposition internationale d'art moderne, palais électoral, Genève, décembre 1920 - janvier 1921[22].
- Salon des Tuileries, Paris, 1923-1929.
- La mystérieuse légende de l'École de Paris à Montparnasse, centre Saint-Benin, Aoste, août-octobre 1994.
- L'École de Paris, 1904-1929 - La part de l'autre, Musée d'Art moderne de la ville de Paris, novembre 2000 - mars 2001.
- Montparnasse déporté, musée du Montparnasse, juin-octobre 2005[23].
- Montparnasse déporté - La fin de l'École de Paris, Yad Vashem Museum, Jérusalem, 2006.
- Destins brisés, musée de la Résistance,  Toulouse, 2010[24].
- Modigliani et l'École de Paris, fondation Pierre-Giannada, Martigny, 2013[25].
- Dessine-moi une collection, musée d'Art moderne de Troyes, juillet-octobre 2015[26].
- Les artistes tchèques pour la Tchécoslovaquie : hommage à un pays inexistant - Centième anniversaire de la création du Conseil national tchécoslovaque, Centre tchèque de Paris, juin-septembre 2016[27].
- Ces artistes-pèlerins qui ont quitté la Tchécoslovaquie, château de Litomyšl, juin-juillet 2018[28].
- Rendez-vous à Paris - Picasso, Chagall, Modigliani et Cie (1900-1939), Louvre Abou Dabi, septembre-décembre 2019.
- Participations non datées : Salon d'automne, Salon des Tuileries, Salon de Grenoble, salons à Genève, Amsterdam, Londres et au Japon.

## Réception critique
- « Georges Kars faisait des chefs-d'œuvre sans bruit. » - Max Jacob[17]
- « Chose rare, vous savez conserver à votre peinture le caractère dépouillé de votre dessin qui est simple et grand. » - Suzanne Valadon, Lettre à Georges Kars[17]
- « Voilà un peintre qui sait ce qu'il veut ; ce n'est pas si commun. Dans chacune de ses toiles, d'une couleur toujours raffinée et vraie, on trouve un dessinateur savant et sensible. Kars ne peint que lorsqu'il a quelque chose à exprimer ; aussi ne montre-t-il jamais une toile indifférente, une toile exécutée en pensant à autre chose. Ses paysages sont fort beaux ; mais on devine que, passionné de dessin, l'artiste préfère pourtant la figure,et se réjouit de retracer l'arabesque d'une jambe repliée, le raccourci d'un bras. Félicitons Kars et aussi Mademoiselle Weill. » - François Fosca[12]
- « Voici enfin un artiste authentique. Peu connu à cause de sa modestie. Ayant à peine exposé, il se révèle à son heure l'un des mieux doués de sa génération. » - Germain Bazin[13]
- « L'œuvre de Kars réclame le recul dans le temps, l'isolement d'un certain silence pour être jugée à sa valeur. C'est un art à la fois ardent et discret, un art qui s'est élaboré sans turbulence mais non sans passion, un art senti autant que pensé. Il n'ignore rien des recherches les plus modernes, mais il préfère tenter la synthèse plutôt qu'appliquer les formules. » - Raymond Cogniat[29]
- « La destinée n'a accordé à Georges Kars que des demi-faveurs. C'est le lot des artistes qui sont soucieux avant tout d'une sorte de perfection et d'une très exacte sincérité : ils mènent de fond la découverte de leurs moyens et la découverte d'eux-mêmes. On reconnaîtra plus tard en Georges Kars un des peintres les plus singuliers de l'après-guerre. Au fur et à mesure on prêtera à son œuvre plus de sens. On sera touché d'une inspiration qui transmet la plus précise rigueur. Kars était un dessinateur subtil et pur, épris de la densité et de la logique de la forme aussi bien que de la fermeté et de l'élégance du rythme. Il avait un sentiment des proportions quasi infaillible. Il était un coloriste raffiné. Il y avait du tzigane chez cet artiste musicien qui savait joindre la nonchalance et le rêve à une secrète angoisse. Et c'est le caractère mélodique de ses œuvres qui frappe dans l'exposition de la Galerie des Beau-Arts. Un lyrisme fait de nostalgie, d'ironie, de tendresse et de détachement caractérise le langage très particulier d'un peintre dont l'accent et le ton sont uniques.. » - Jacques de Laprade[16]
- « Un dessin de sculpteur, par ses rythmes larges, ses volumes amples caressés par la lumière ; des couleurs sobres et denses où dominent les bleus et les ocres. » - Gérald Schurr[30]
- « Venu à Paris, il y rencontre Juan Gris, puis bientôt le trio Valadon-Utrillo-Utter, plus proche de lui dans sa recherche picturale qui reste fidèle à la réalité la plus immédiate, et dans un souci de retenue qui l'éloigne sensiblement des foyers de la modernité. C'est l'homme des intimités tranquilles, des lumières rares et secrètes. Usant d'une palette retenue, subtile, et dans un souci de rigueur qui la nettoie de tout éclat gratuit, il est particulièrement attiré par la figure humaine et aime la mettre en situation dans les gestes tranquilles de la vie quotidienne. » - Jean-Jacques Lévêque[31].
- « De ses contacts avec Juan Gris et Apollinaire, sa peinture fut orientée, sinon marquée, plus forte de cette influence constructive du cubisme. Ses dessins aux lignes continues, simples, dépouillées, soulignent des volumes amples. » - Dictionnaire Bénézit[5]
- « Bien qu'influencé par le cubisme qui l'incite à simplifier les formes, Kars reste un réaliste dans ses nus et ses portraits synthétiques. » - Sophie Krebs[32]

## Collections publiques

### Allemagne
- Cologne.
- Hambourg[5].

### Autriche
- Vienne, musée du Belvédère : Madame Kars, épouse de l'artiste, 1921, huile sur panneau, 33 × 28 cm.

Œuvre de Georges Kars dans les collections du musée du Belvédère
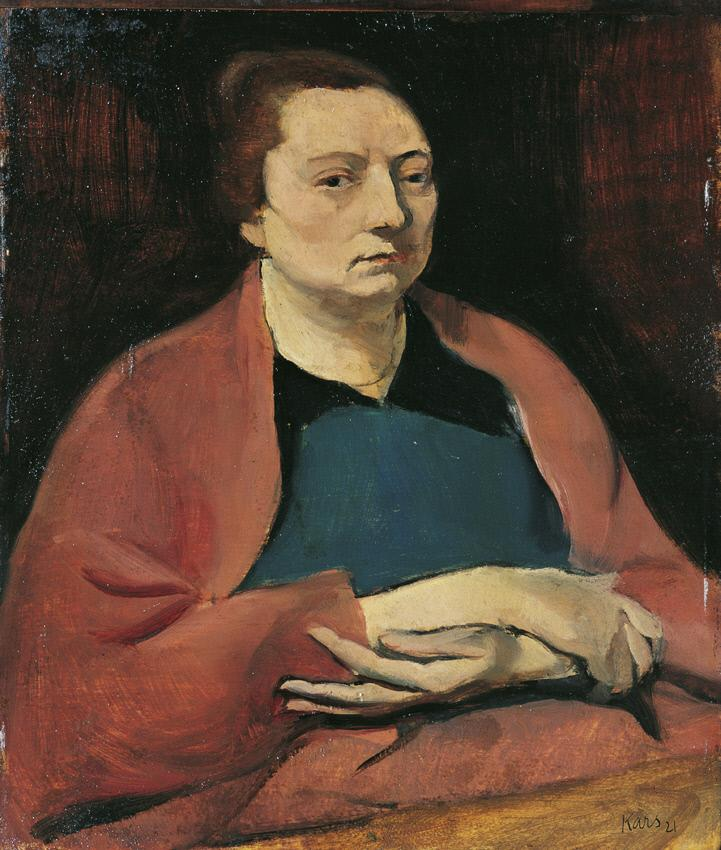
Madame Kars (1921).

### Espagne
- Tossa de Mar, musée municipal : L'Anglaise, huile sur toile[33],[34].

### États-Unis
- Chicago, Art Institute of Chicago : Femme orientale à la cruche[35].
- Madison (Wisconsin), Chazen Museum of Art: Femme se vêtant, 1929, huile sur toile, ancienne collection Esther Leah Medalie Ritz.

Œuvre de Georges Kars dans les collections du Chazen Museum of Art
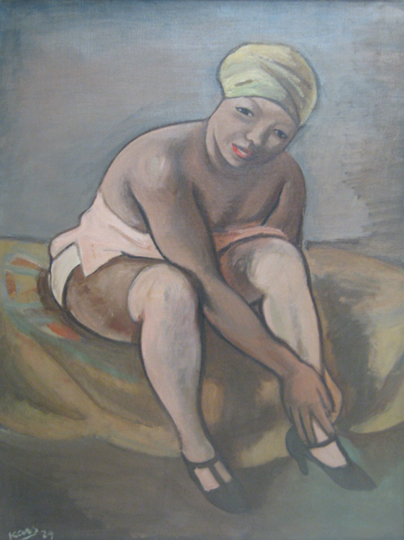
Femme se vêtant (1929).

### France
- Béziers :
  - musée des Beaux-Arts : Fillette assise, 1942, huile sur toile.
- Fontevraud-l'Abbaye, musée d'Art moderne, collections nationales Martine et Léon Cligman : ensemble de 81 œuvres sur papier, sur toile ou sur panneau parqueté (8 tableaux)[36],[37].
- Grenoble, musée de Grenoble[5].
- Lyon, musée des Beaux-Arts.
- Paris :
  - musée d'Art moderne de Paris : 
    - Femme nue le pied sur un tabouret, dessin[38] ;
    - Femme assise dans un fauteuil, 1932, dessin[39].

  - musée national d'Art moderne :
    - Maurice Utrillo, allongé, jouant de la flûte, 1923, encre et aquarelle, 40 × 50 cm ;
    - Portrait d'André Utter, 1924, crayon, 50 × 40 cm ;
    - Femme au châle gris, 1930, huile sur toile, 100 × 81 cm ;
    - L'Élève au chevalet, 1938, huile sur toile, 54 × 73 cm ;
    - Suzanne Valadon sur son lit de mort, 1938, fusain, 27 × 42 cm ;
    - Mon ami Pré et la chasse au tigre, 1939, huile sur toile, 89 × 116 cm ;
    - Odalisque rouge, 1940, huile sur toile, 116 × 89 cm.

Œuvres de Georges Kars dans les collections du musée national d'Art moderne
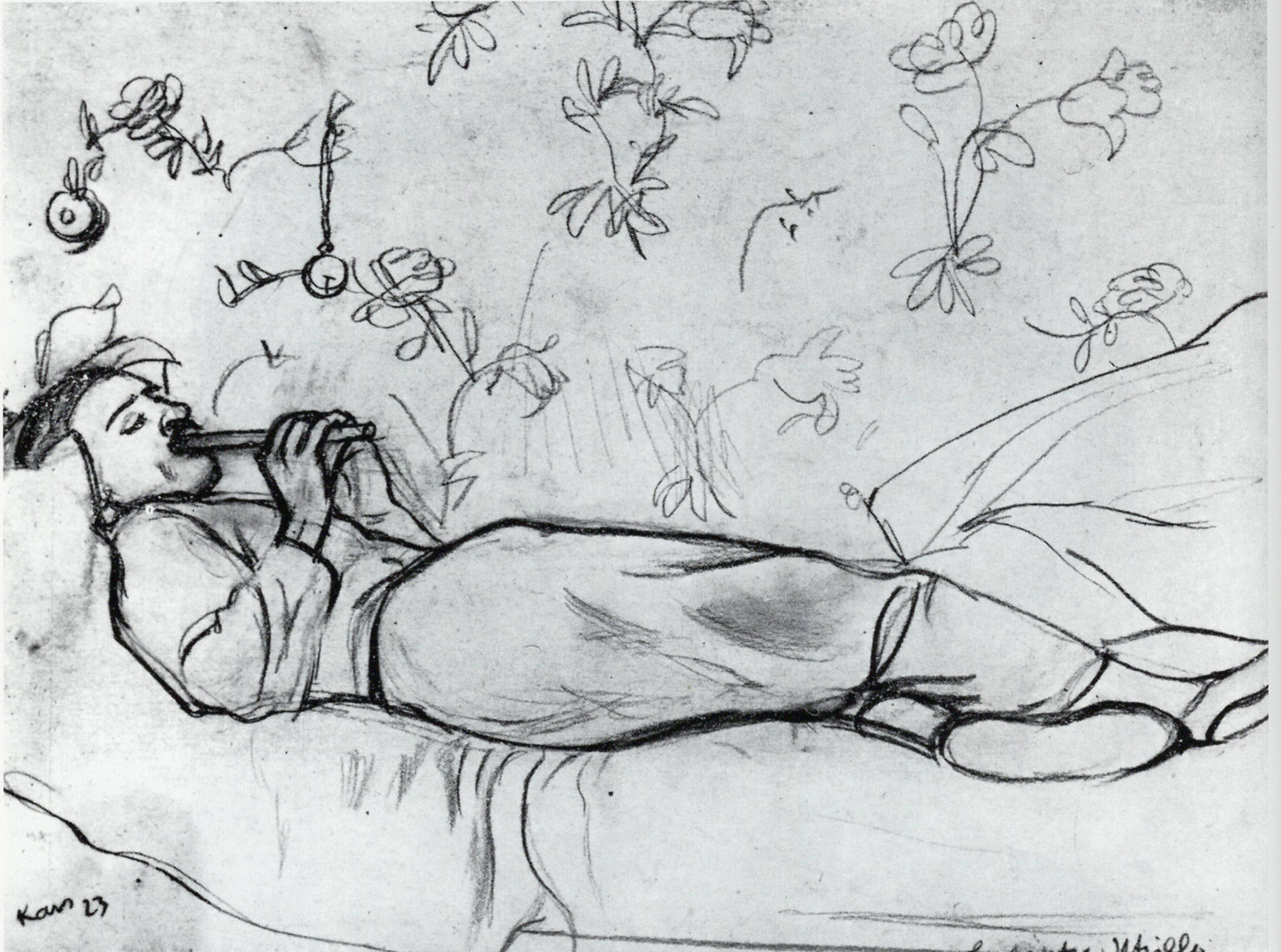
Maurice Utrillo, allongé, jouant de la flûte (1923).
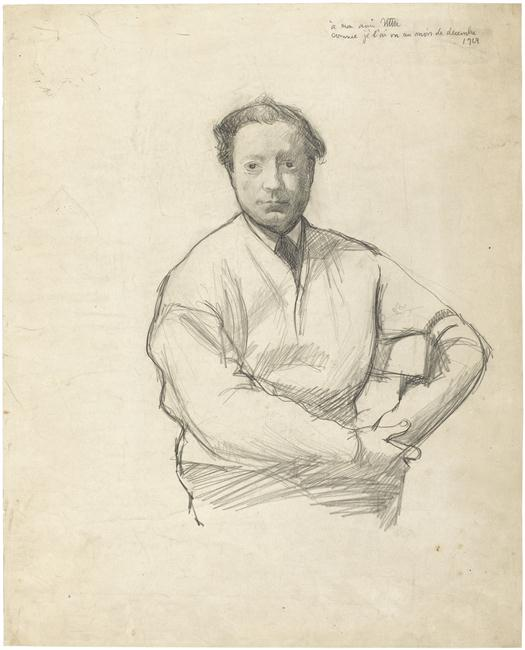
Portrait d'André Utter (1924).
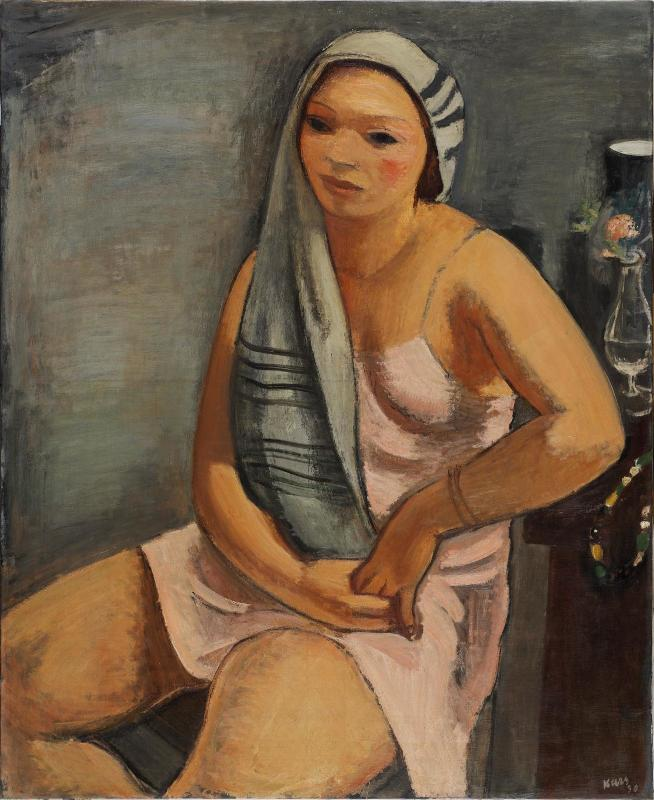
Femme au châle gris (1930).
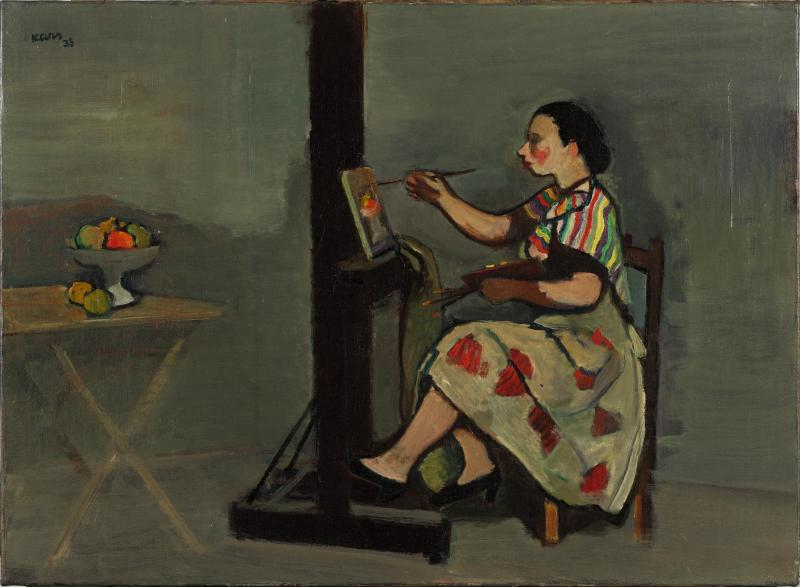
L'Élève au chevalet (1938).
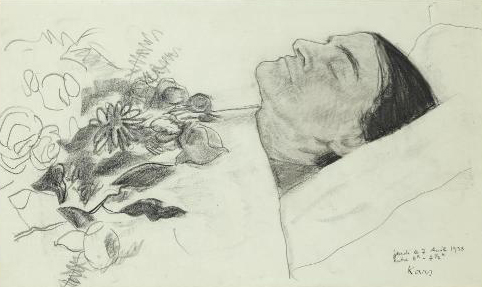
Suzanne Valadon sur son lit de mort (1938).
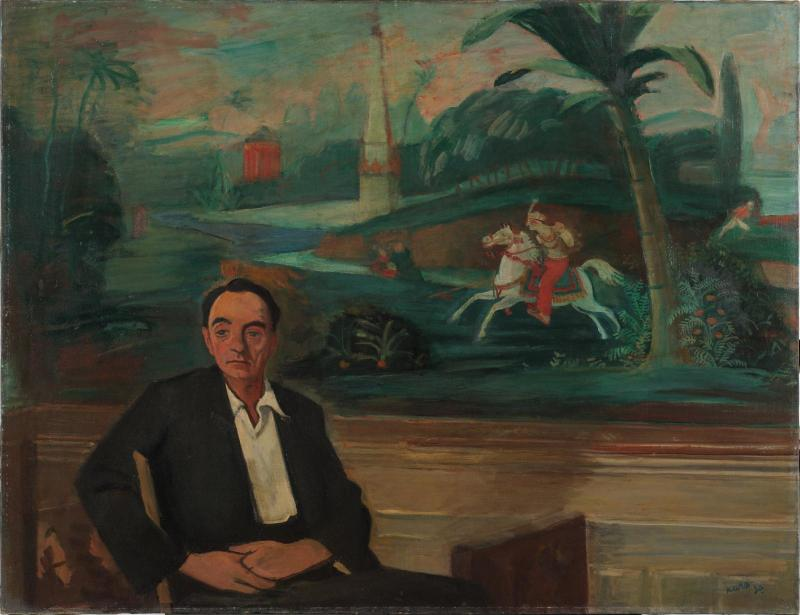
Mon ami Pré et la chasse au tigre (1939).
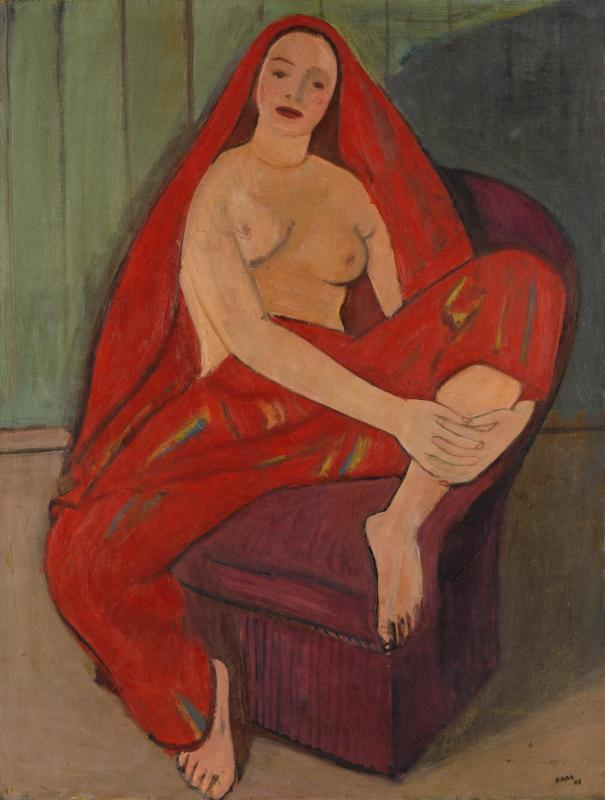
Odalisque rouge (1940).

- Strasbourg, musée d'Art moderne et contemporain :
  - Nu assis, 1921, huile sur toile, 41 × 33 cm ;
  - Autoportrait, 1929, huile sur toile, 46 × 38 cm ;
  - La Robe pointillée, 1939, huile sur toile, 73 × 54 cm ;
  - Portrait de Richard Pré, 1939, huile sur panneau, 73 × 43 cm ;
  - Portrait de Madame Kars, 1940, huile sur toile, 73 × 50 cm ;
  - Fleurs et singes, 1945, huile sur toile, 81 × 65 cm.

Œuvres de Georges Kars dans les collections du musée d'Art moderne et contemporain de Strasbourg
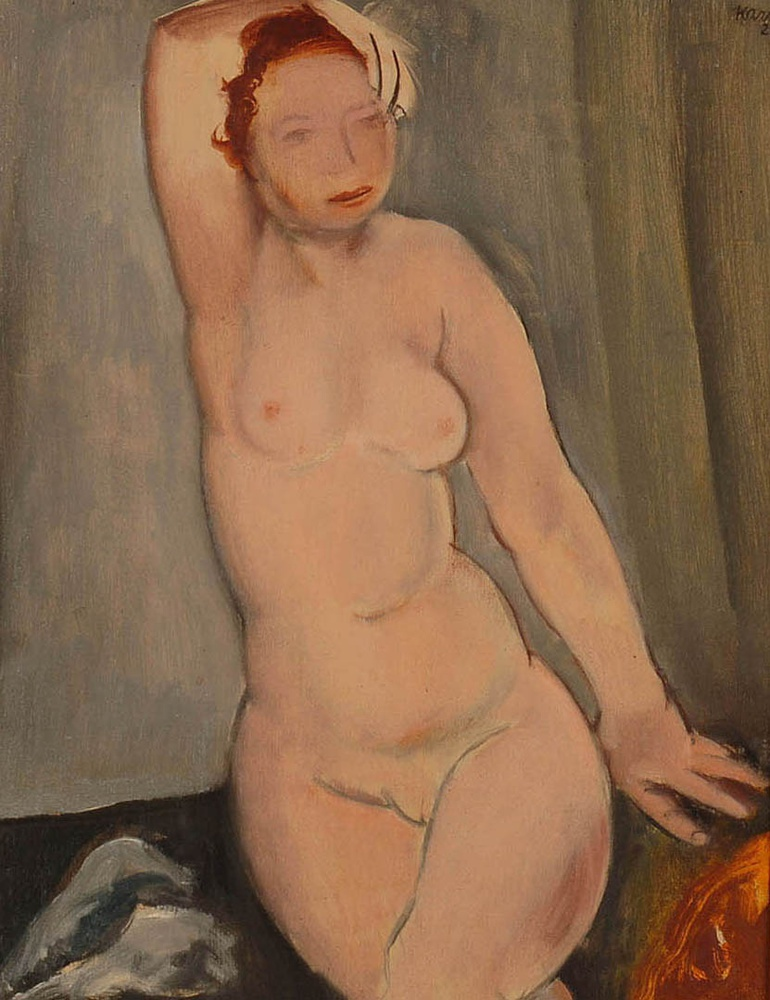
Nu assis (1921).
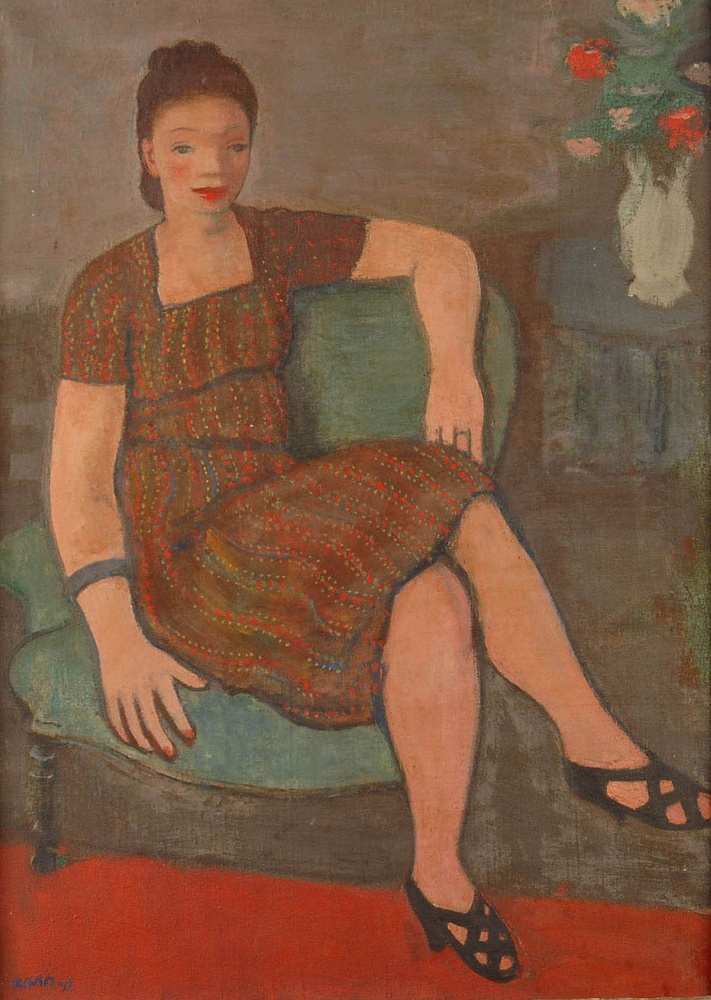
La Robe pointillée (1939).
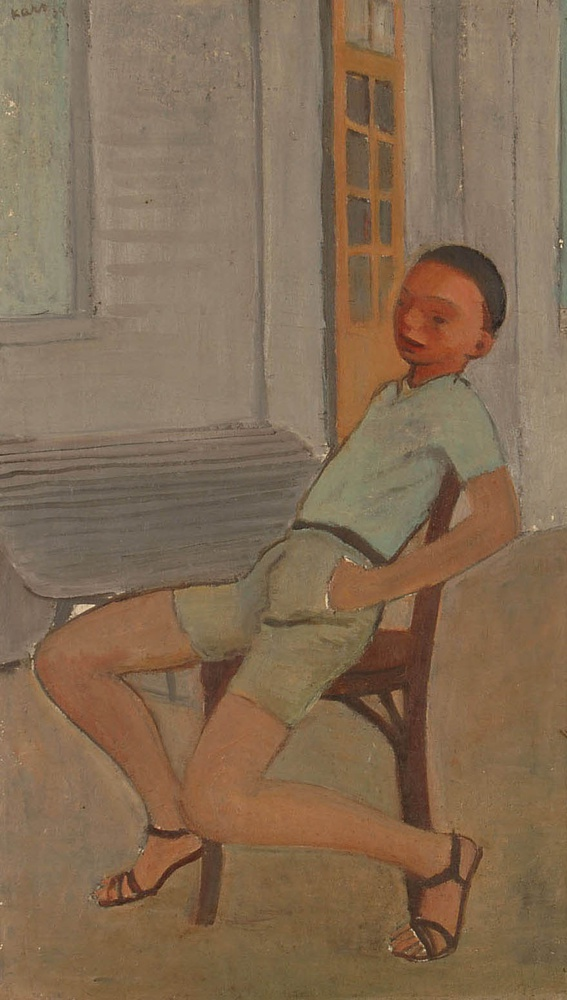
Portrait de Richard Pré (1939).
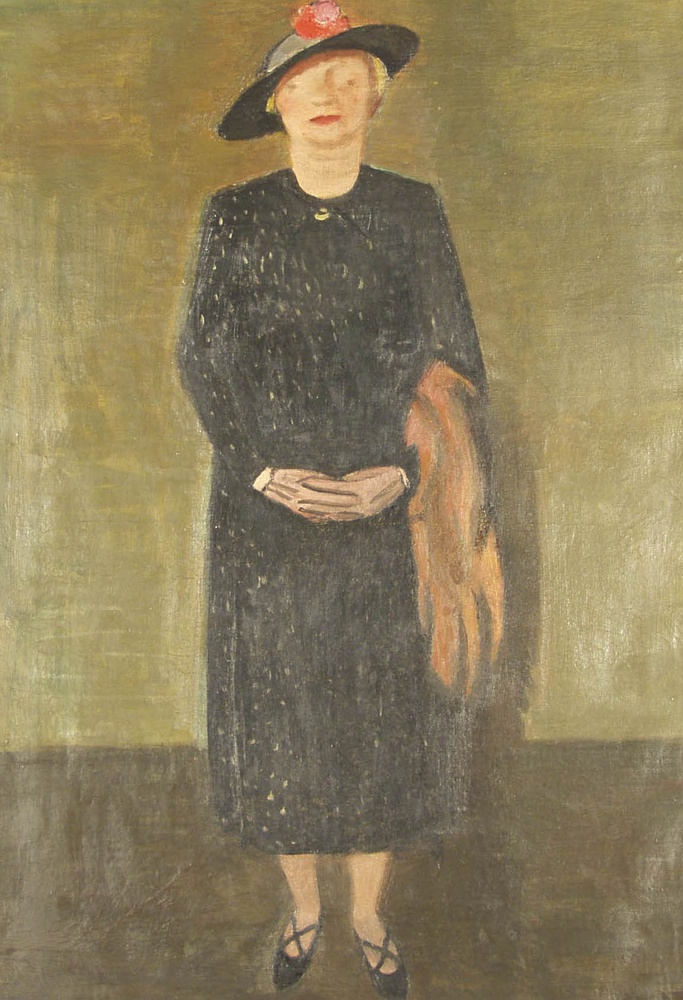
Portrait de Madame Kars (1940).
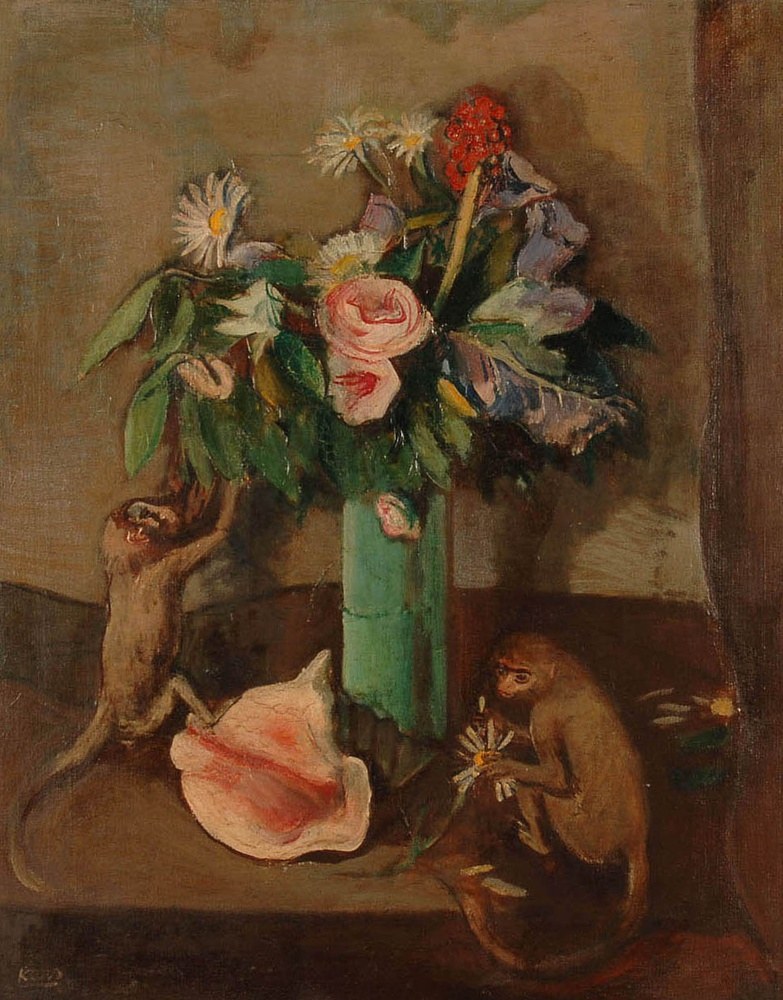
Fleurs et singes (1945).

- Troyes, musée d'Art moderne :
  - Portrait de femme aux roses rouges, 1933, huile sur toile, 73 × 60 cm ;
  - Les Danseurs de flamenco, 1935, huile sur toile, 122 × 100 cm[40] ;
  - Autoportrait, ou l'homme à la pipe, 1939, huile sur toile, 35 × 27 cm ;
  - Prague, 1939, huile sur toile, 65 × 210 cm.

Œuvres de Georges Kars dans les collections du musée d'Art moderne de Troyes
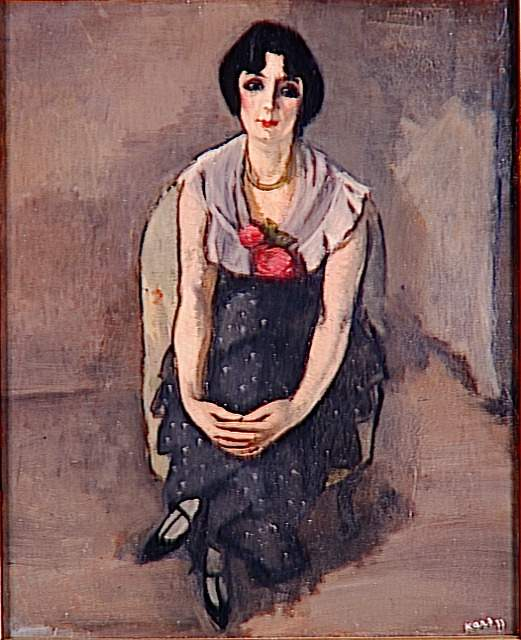
Portrait de femme aux roses rouges (1933).
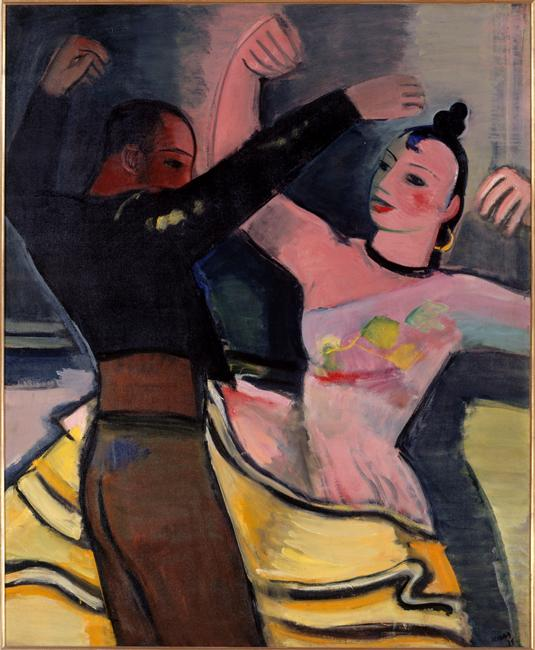
Les Danseurs de flamenco (1935).
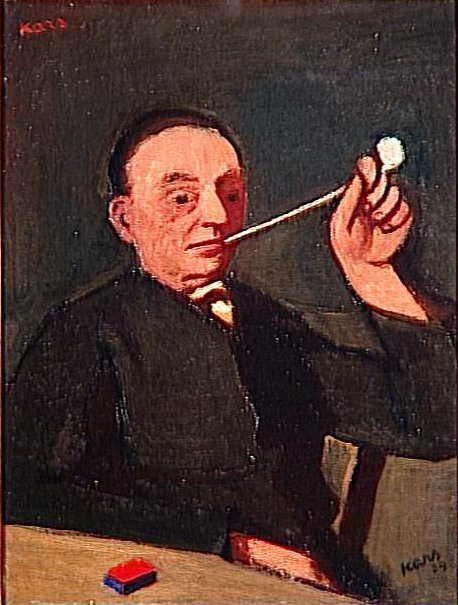
Autoportrait, ou l'homme à la pipe (1939).
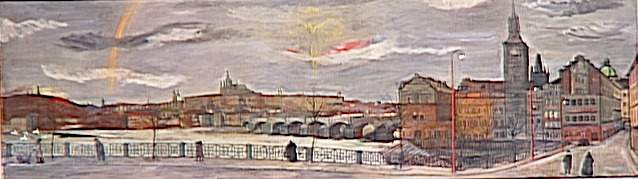
Prague (1939).

### Israël
- Université d'Haïfa.

### Suisse
- Genève, Petit Palais : 
  - La Scène, 1905, huile sur toile, 50 × 65 cm ;
  - Jeune fille à la rose, 1920, huile sur toile, 100 × 81 cm ;
  - Nu au fauteuil, huile sur toile.

Œuvres de Georges Kars dans les collections du musée du Petit Palais de Genève
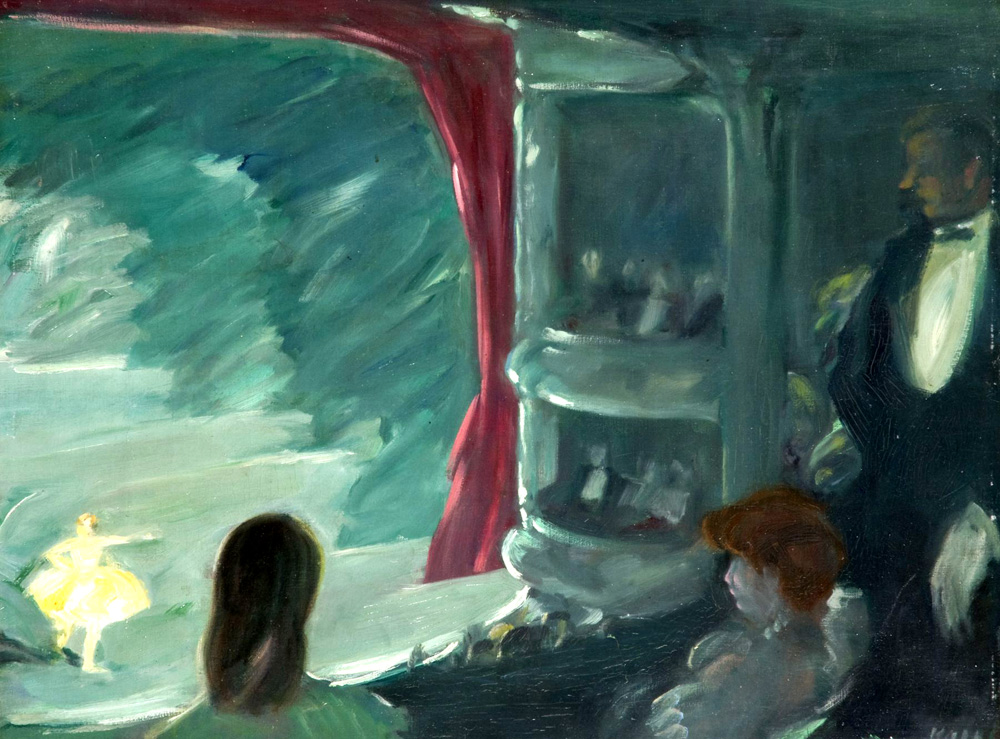
La scène (1905).
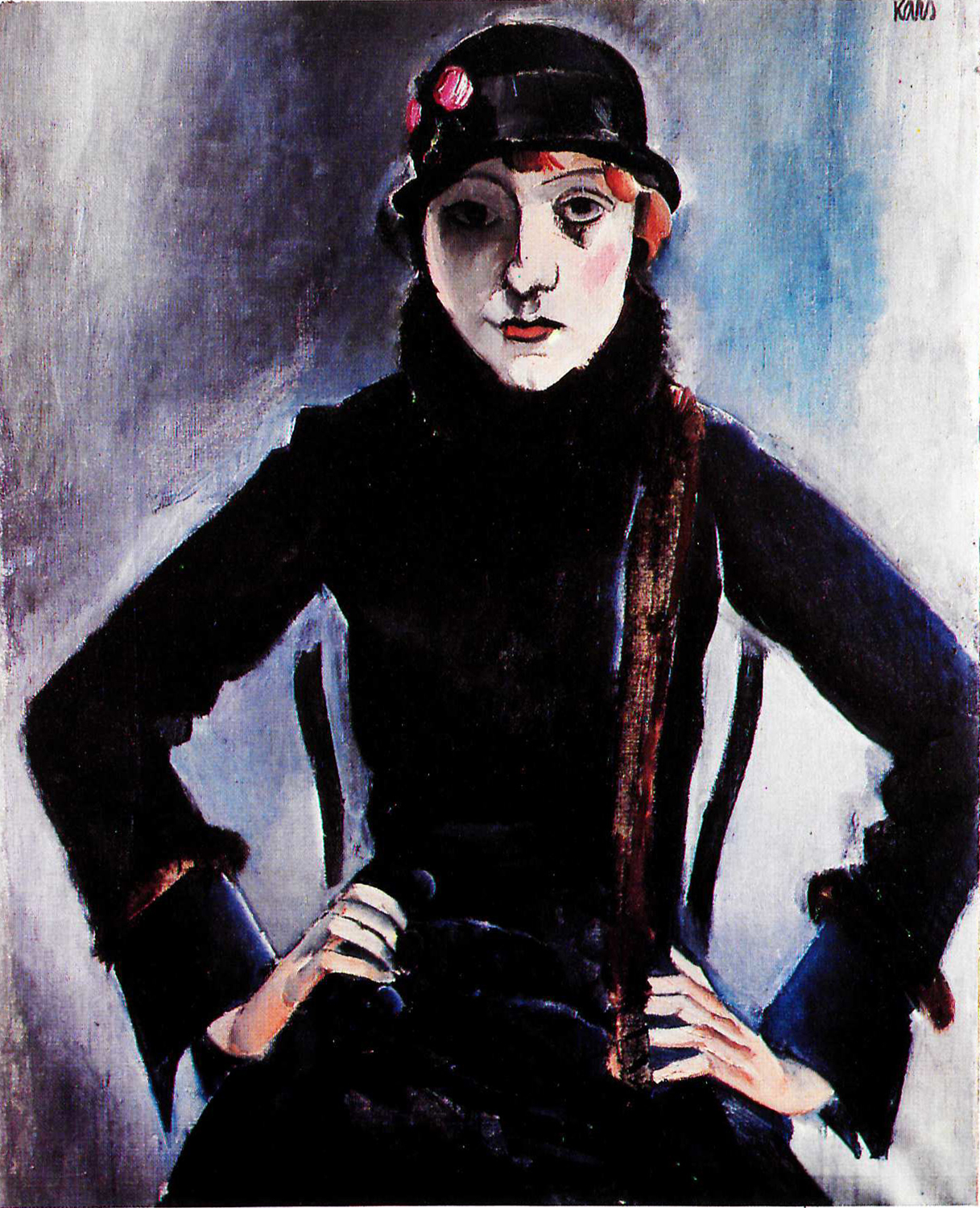
Jeune fille à la rose (1920).

### République tchèque
- Brno, Galerie Morave :
  - Trois nus, 1925-1926, huile sur toile, 99 × 80 cm ;
  - Sedící ženský akt se dvěma tulipány, 1927, huile sur toile, 116 × 88 cm ;
  - RannÍ toaleta, 1929, huile sur toile, 65 × 46 cm ;
  - Hlava dívky, 1930, huile sur toile, 41 × 33 cm ;
  - Spravování sítí, 1932, huile sur toile, 33 × 46 cm ;
  - Balet -studie k obrazu, 1935, huile sur toile, 46 × 55 cm ;
  - Tossa de Mar, 1935, huile sur toile, 45 × 230 cm.

Œuvres de Georges Kars dans les collections de la Galerie Morave de Brno
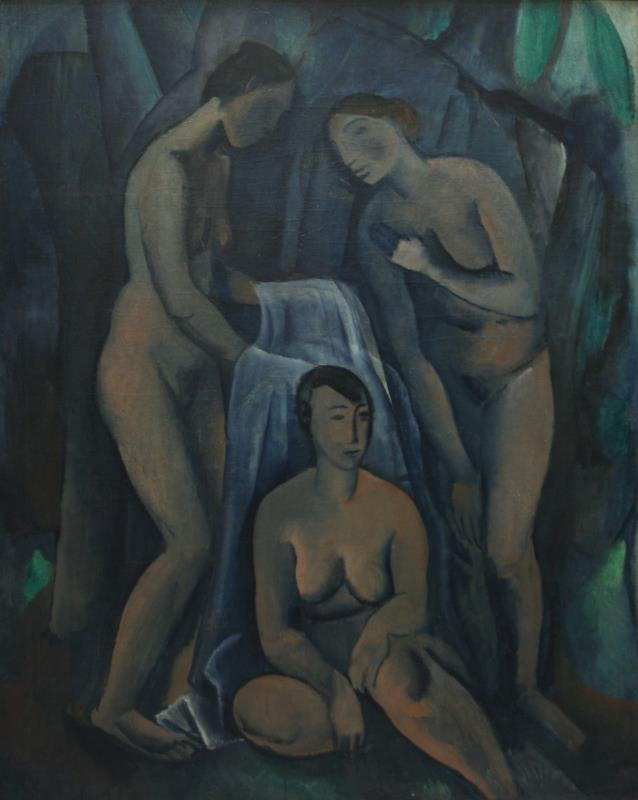
Trois nus (1925-1926).
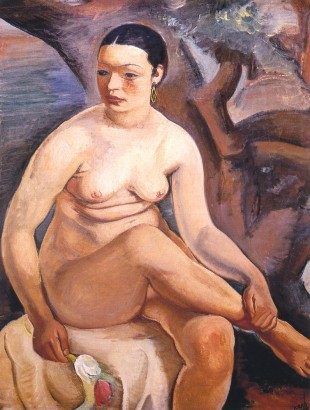
Sedící ženský akt se dvěma tulipány (1927).
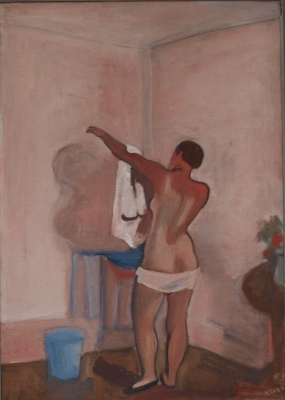
Ranní toaleta (1929).
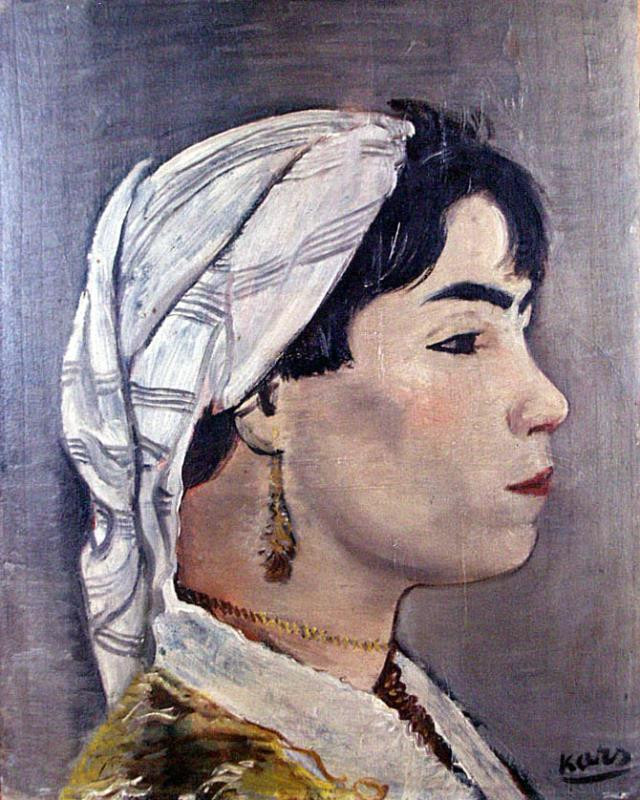
Hlva dívky (1930).
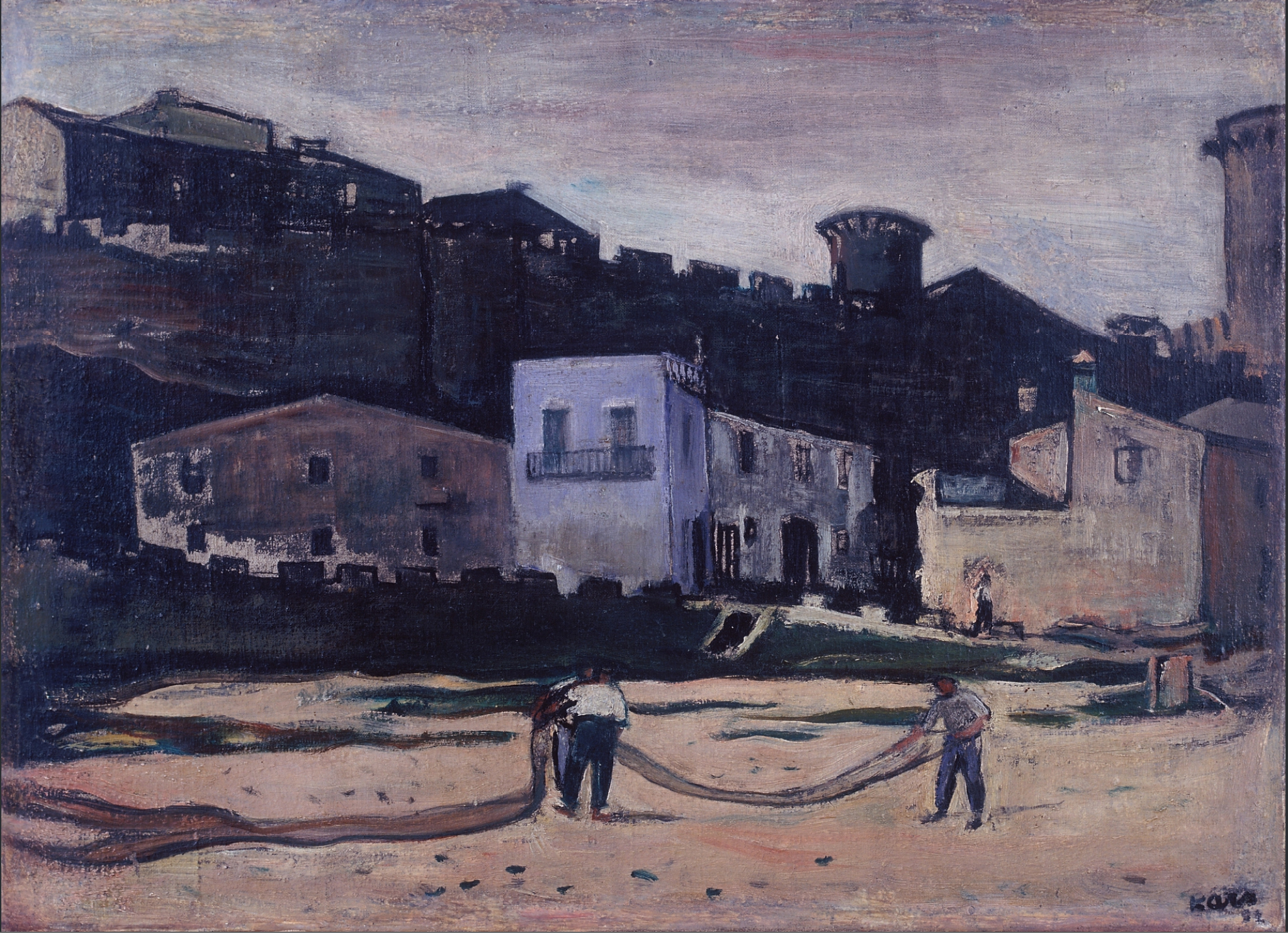
Spravování sítí (1932).
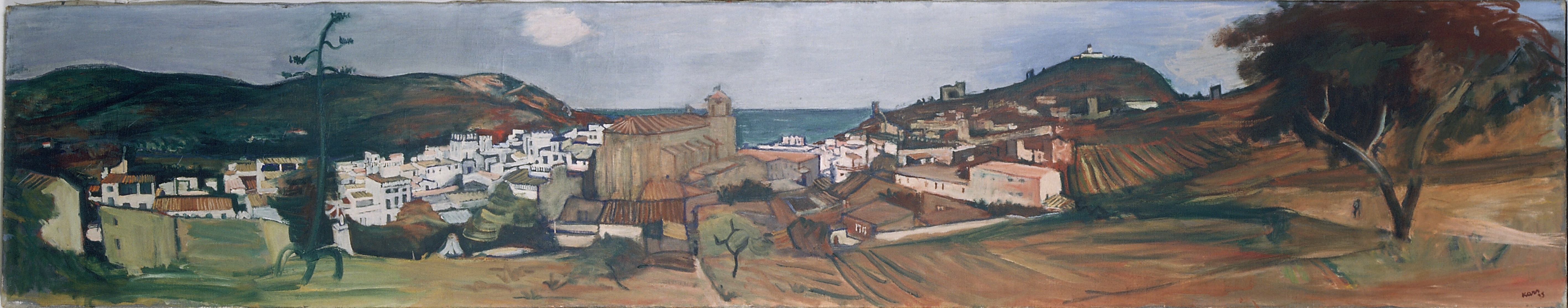
Tossa de Mar (1935).

- Kralupy nad Vltavou, musée municipal.
- Kutná Hora, musée de Bohême centrale : 
  - Homme assis, 1910, huile sur toile, 100 × 81 cm ;
  - Muž s koňmi (Orâní), 1910, huile sur panneau, 32 × 40 cm ;
  - Bouquet, 1910-1912, huile sur toile, 66 × 54 cm ;
  - Liseuse, 1911, huile sur toile, 54 × 62 cm ;
  - Portrait de Richard Weiner, vers 1921, huile sur toile, 53 × 38 cm ;
  - Nu dans un paysage, 1926, huile sur toile, 100 × 81 cm ;
  - Marché à Tossa de Mar, 1935, huile sur toile, 33 × 65 cm.

Œuvres de Georges Kars dans les collections dumusée de Bohême centrale
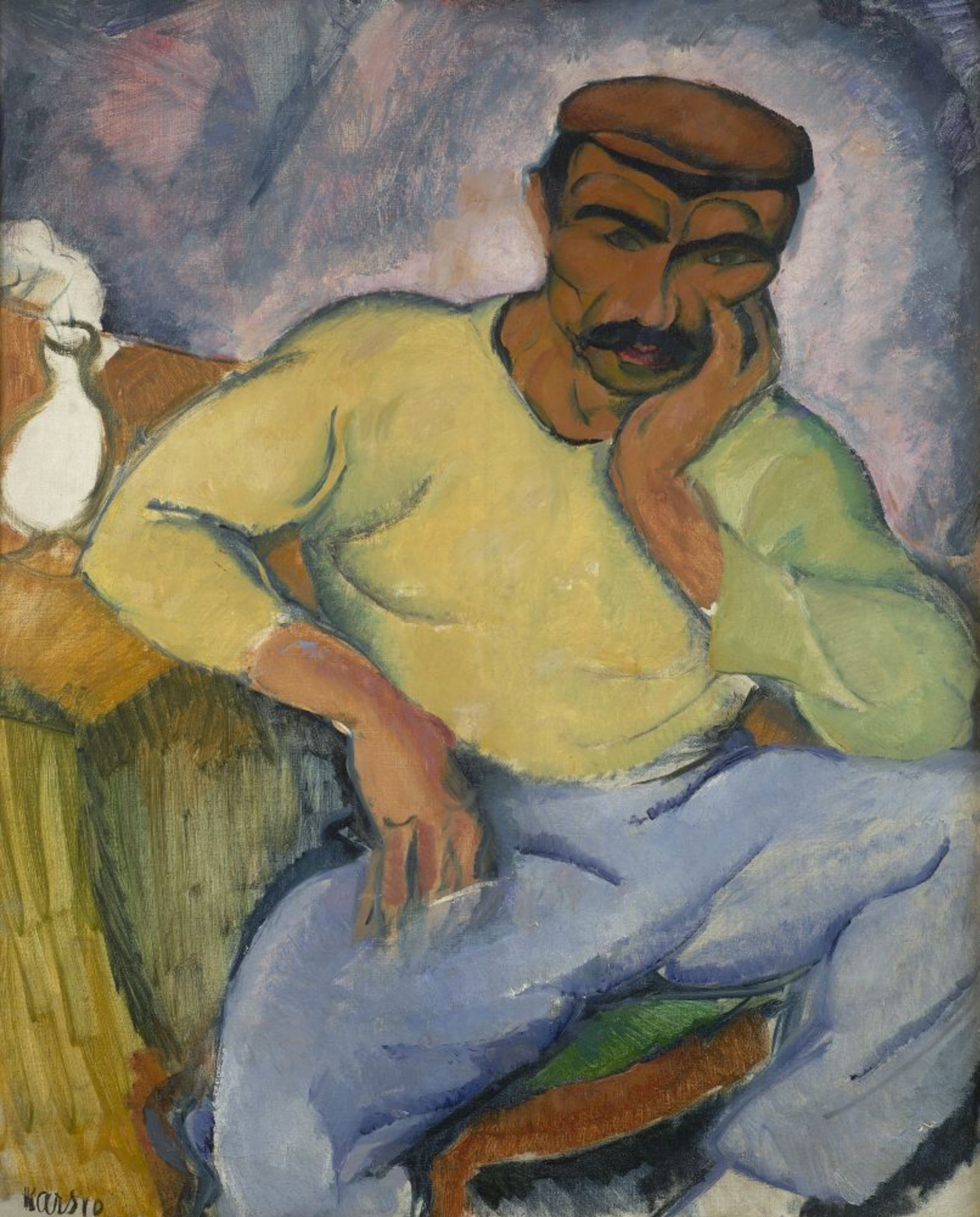
Homme assis (1910).
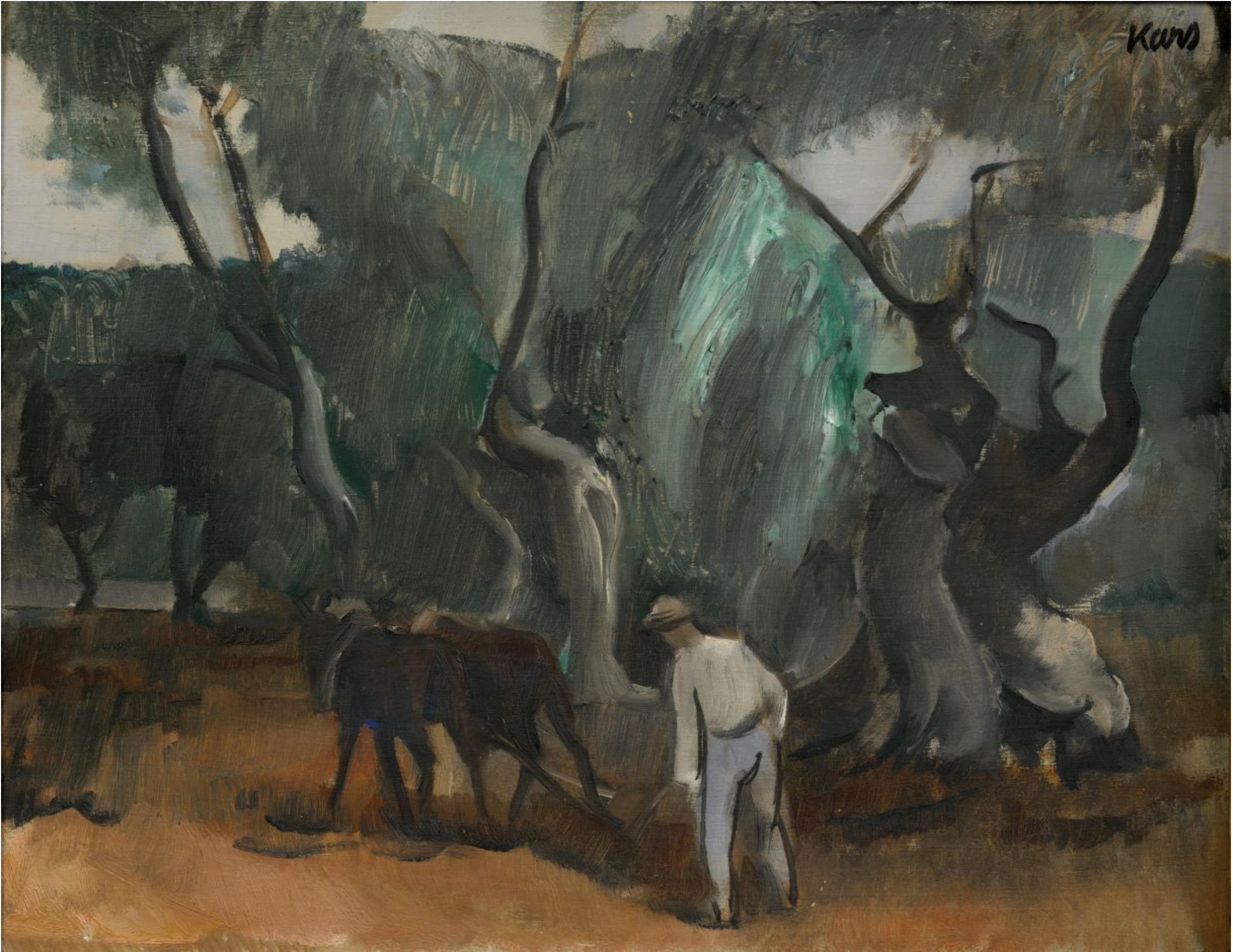
Muž s koňmi (Orání) (1910).
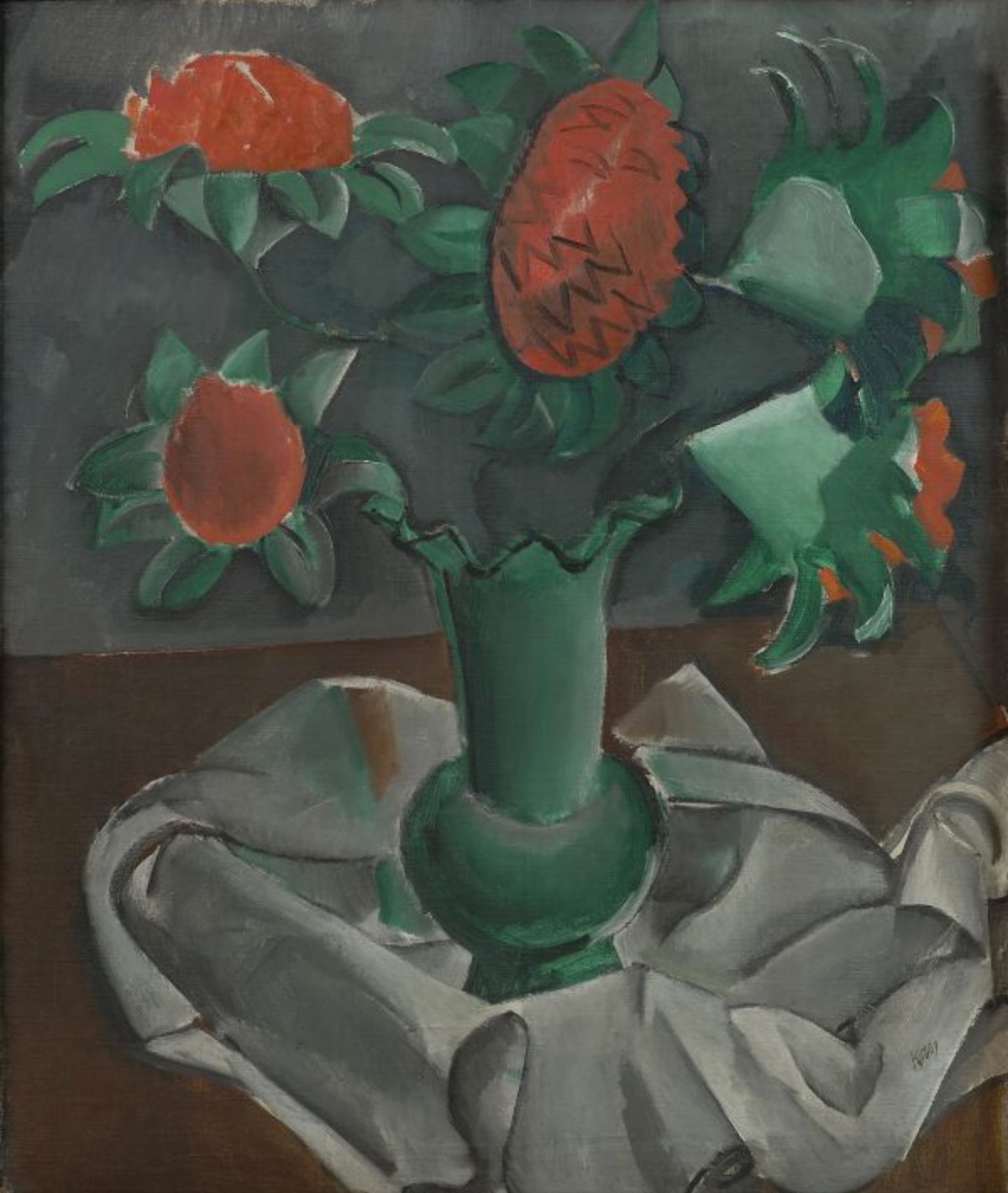
Bouquet (1910-1912).
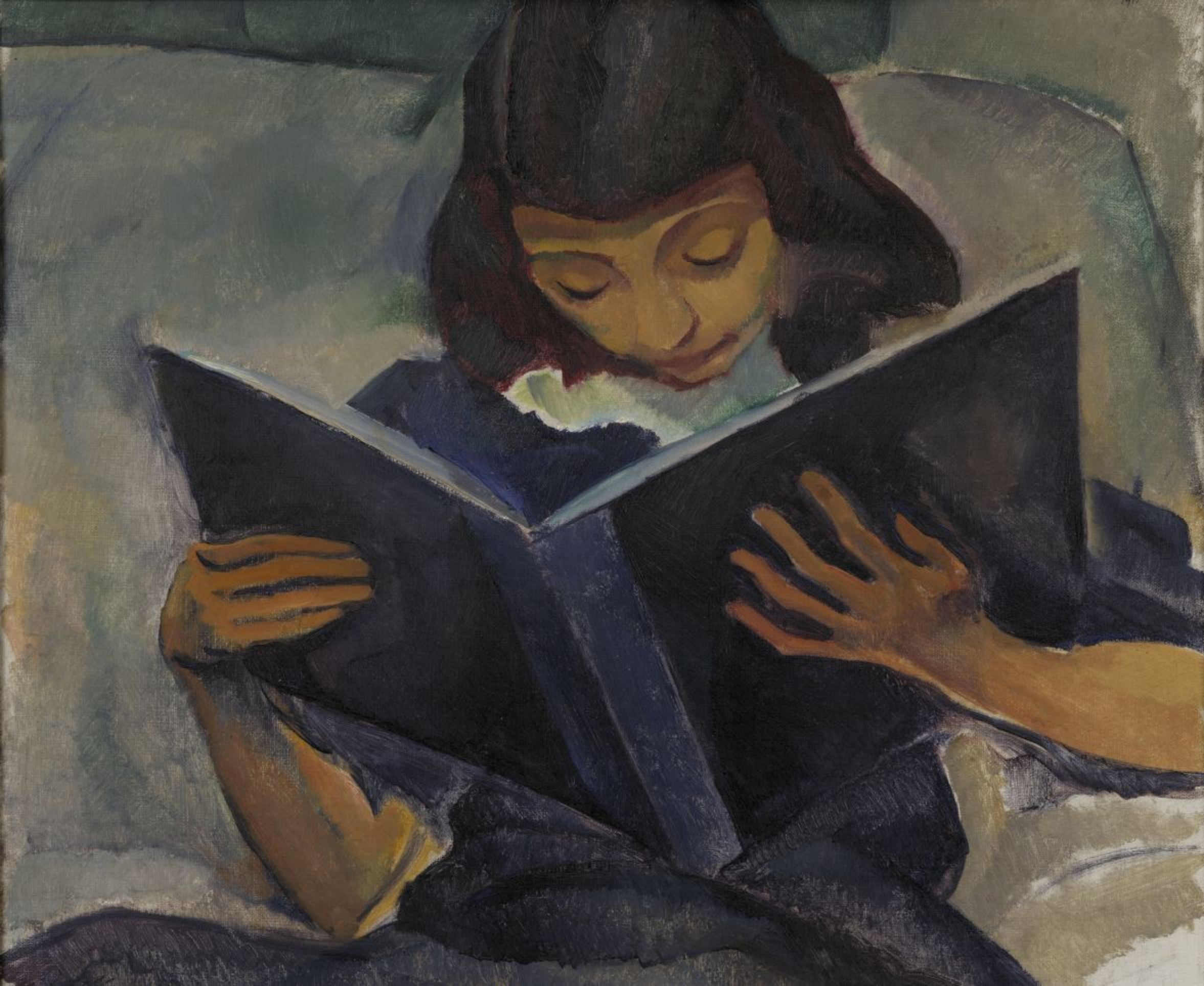
Liseuse (1911).
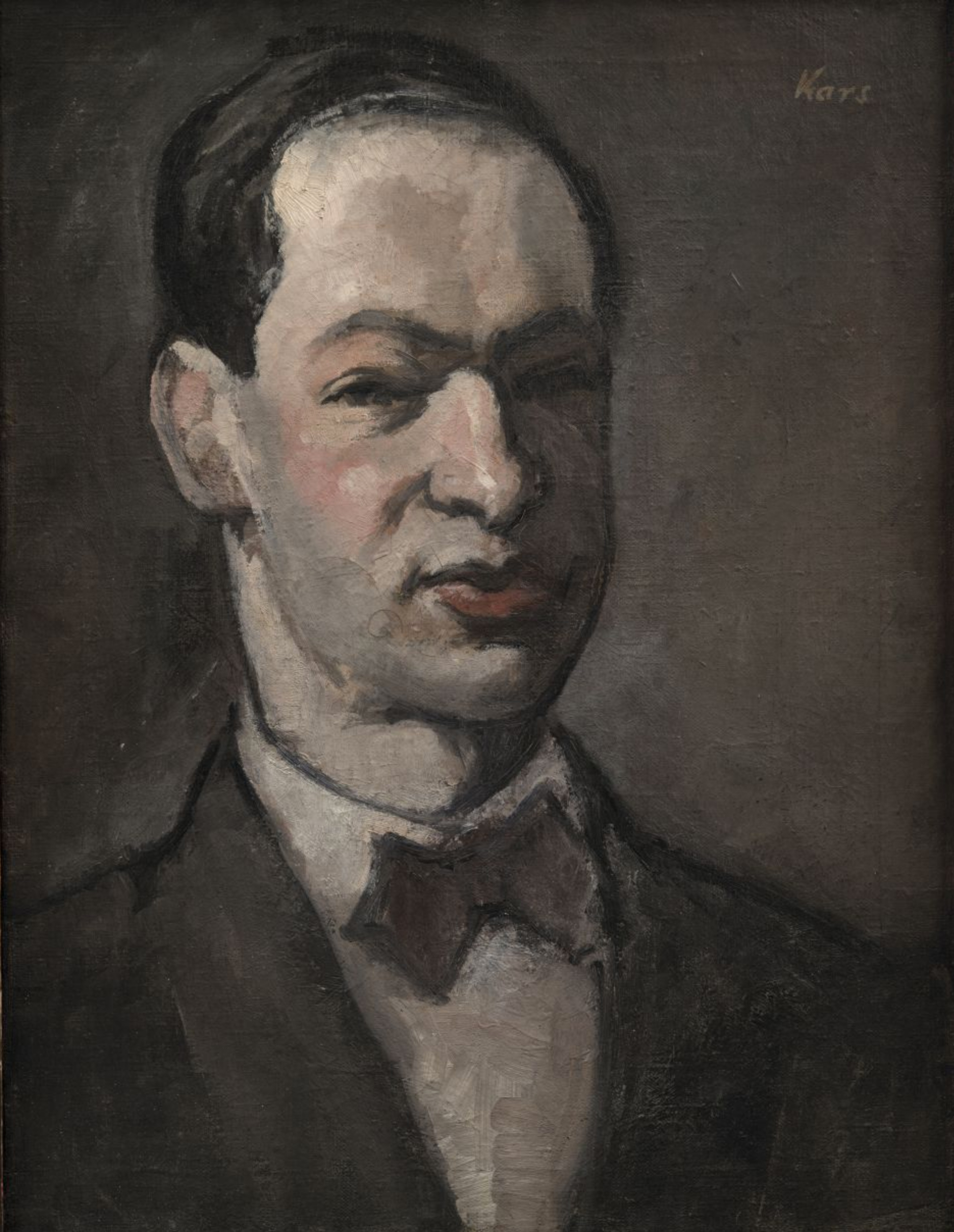
Portrait vde Richard Weiner (1921).
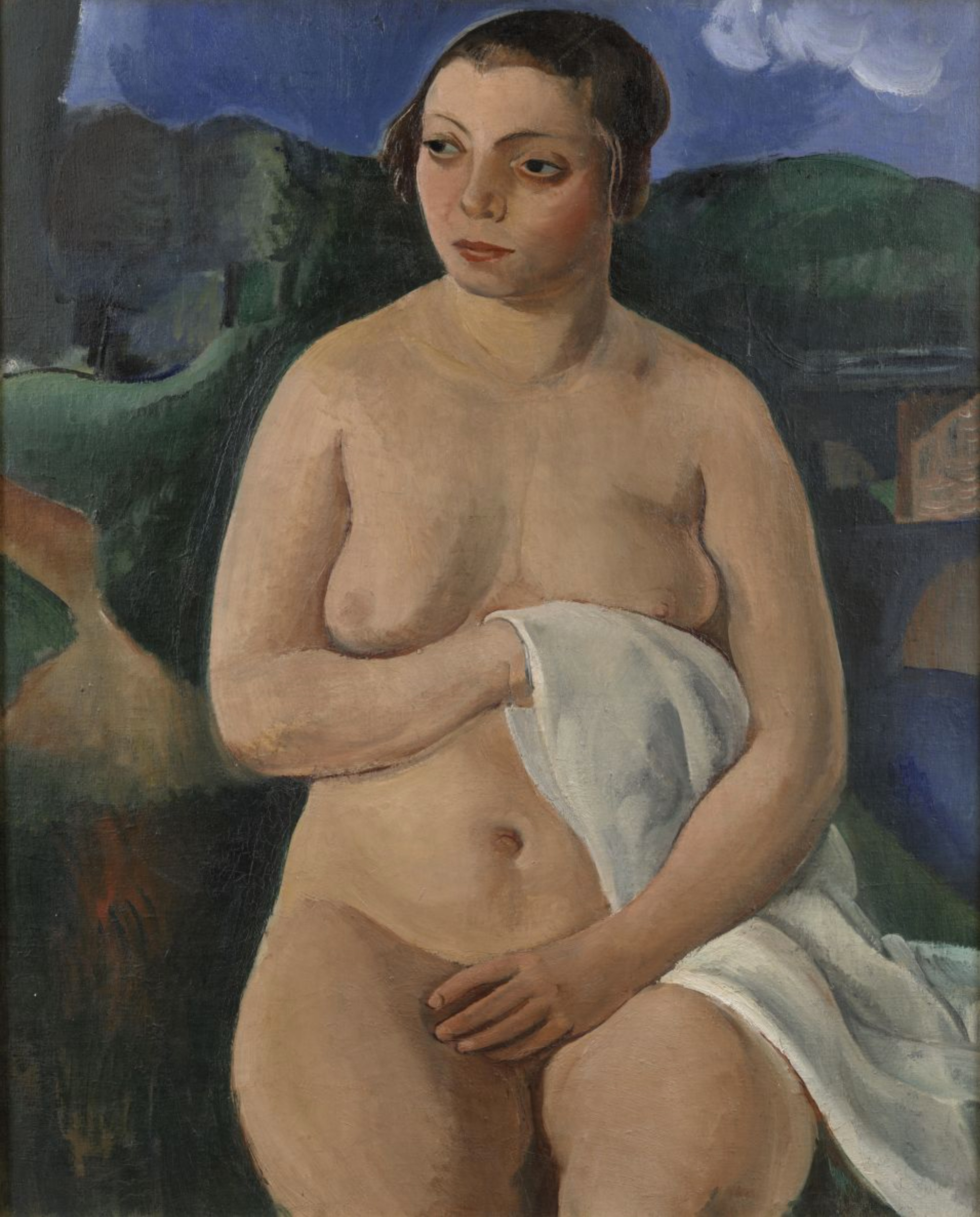
Nu dans un paysage (1926).
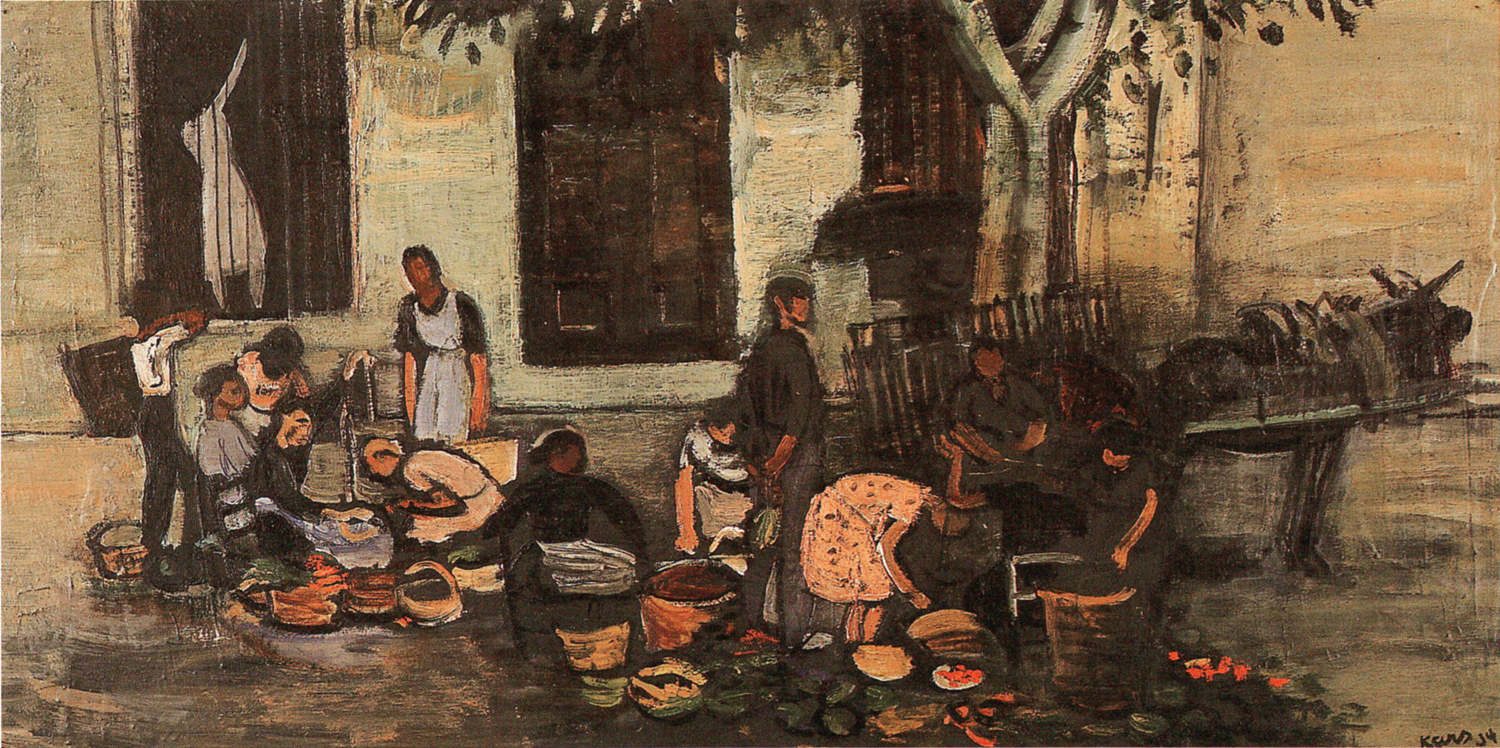
Marché à Tossa de Mar (1935).

- Plzeň, musée de la Bohême de l'Ouest :
  - Nature morte au verre vert, 1914, huile sur toile, 50 × 65 cm ;
  - Dívka v kožichu, 1923, huile sur toile, 52 × 38 cm.

Œuvres de Georges Kars dans les collections du musée de la Bohême de l'Ouest
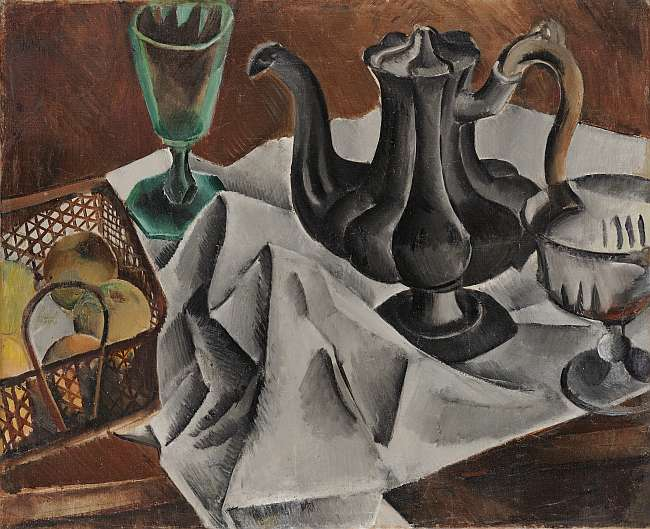
Nature morte au verre vert (1914).
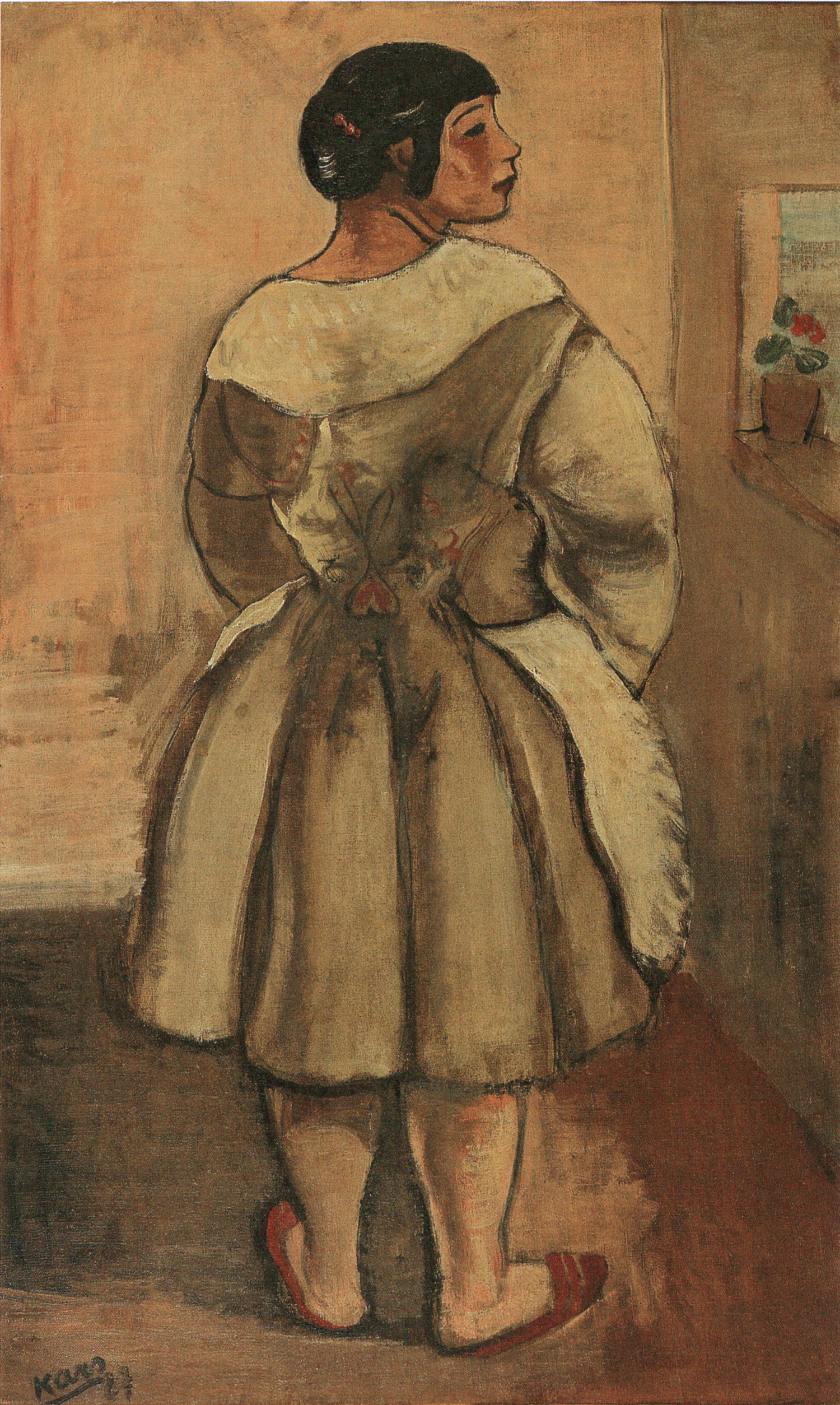
Dívka v kožichu (1923).

- Prague, Galerie nationale :
  - Motiv z Hamburku, 1906, huile sur toile, 52 × 65 cm ;
  - Paysage de neige à Hambourg, 1906, huile sur toile, 50 × 61 cm ;
  - Parc zoologique à Hambourg, 1907, huile sur toile, 51 × 65 cm ;
  - U svačiny, 1908, huile sur toile, 75 × 105 cm ;
  - Paysage, 1910, huile sur toile, 63 × 79 cm ;
  - Sedící dívka se zk říženýma rukama, 1910, huile sur toile, 81 × 65 cm ;
  - Balení citronů na Mallorce, 1912, huile sur toile, 130 × 89 cm ;
  - Česající se žena, 1912, huile sur toile, 130 × 97 cm ;
  - Portrait d'Otto Gutfreund, 1913, huile sur toile, 100 × 81 cm ;
  - Autoportrait, 1913, huile sur toile, 75 × 44 cm ;
  - Zátiší s konvicí a zelenou sklenicí, 1914, huile sur toile, 59 × 68 cm ;
  - Nu, 1919, huile sur toile, 57 × 74 cm ;
  - Trois nus dans un paysage, 1919, huile sur toile, 90 × 100 cm ;
  - Studie k obrazu Zachránění malěho Mojžíše, 1921, huile sur toile, 81 × 60 cm ;
  - Maisonnette blanche à Tossa de Mar, 1933, huile sur toile, 32 × 45 cm.

Œuvres de Georges Kars dans les collections de la Galerie nationale de Prague
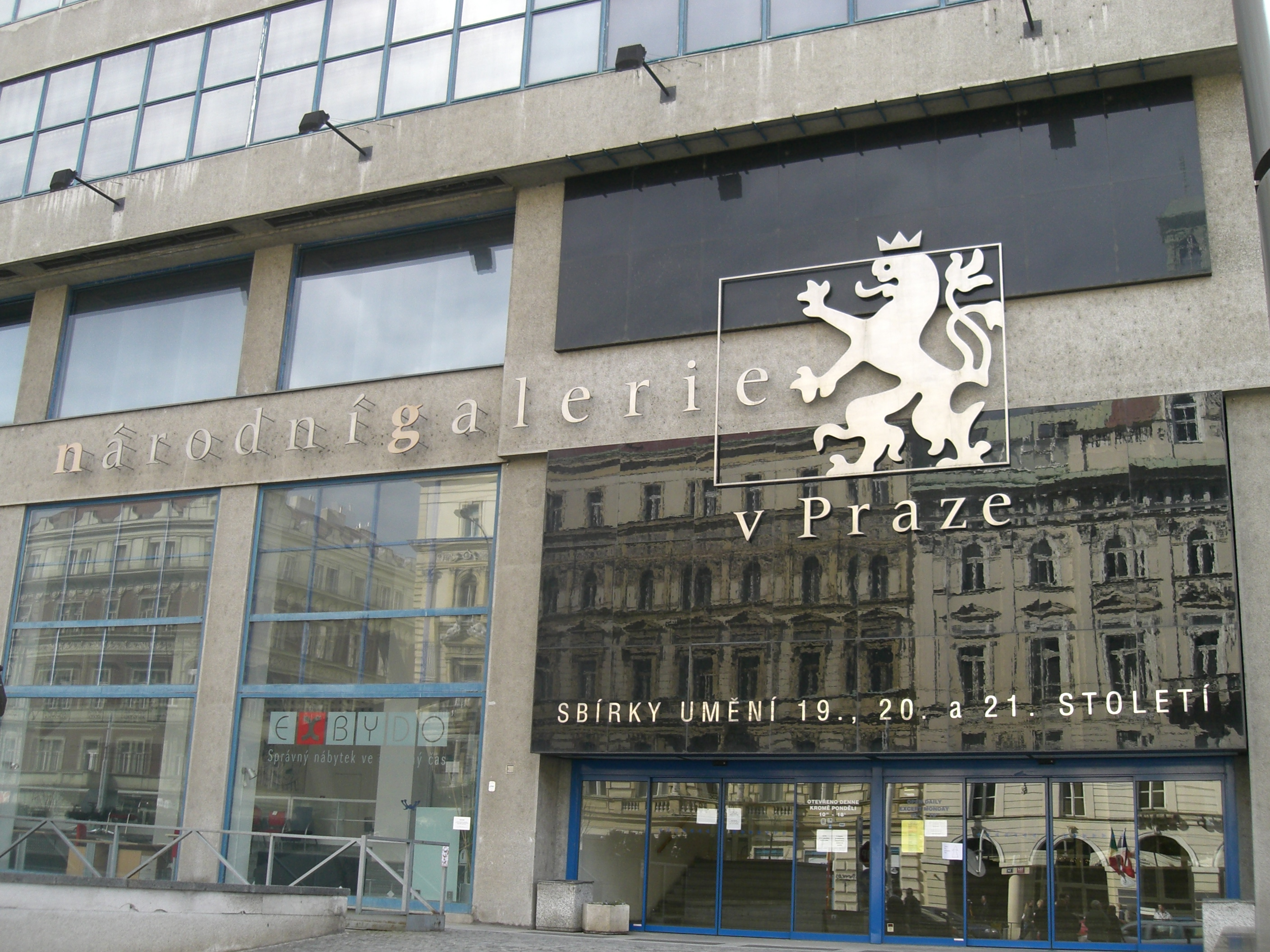
Galerie nationale de Prague
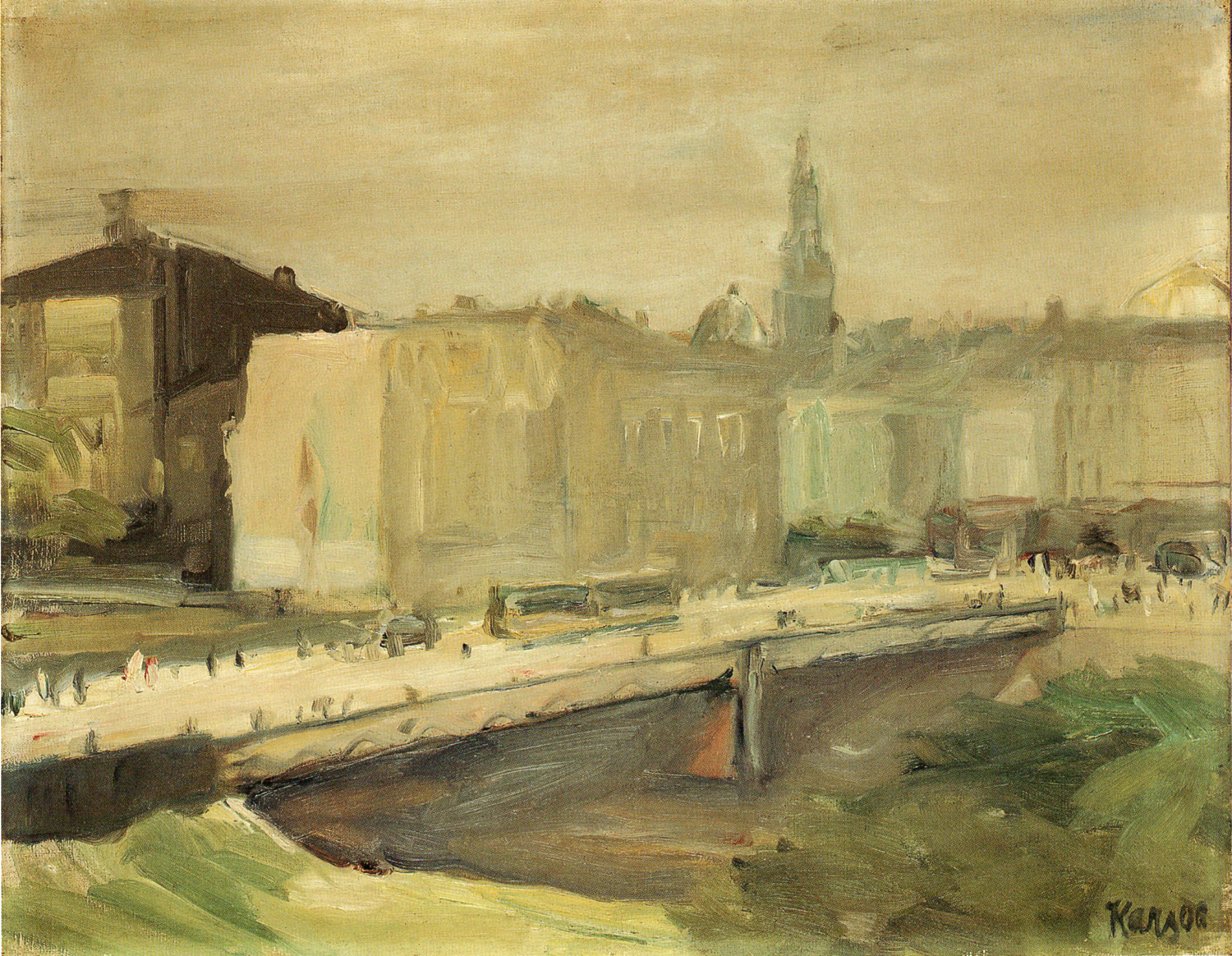
Motiv z Hamburku (1906).
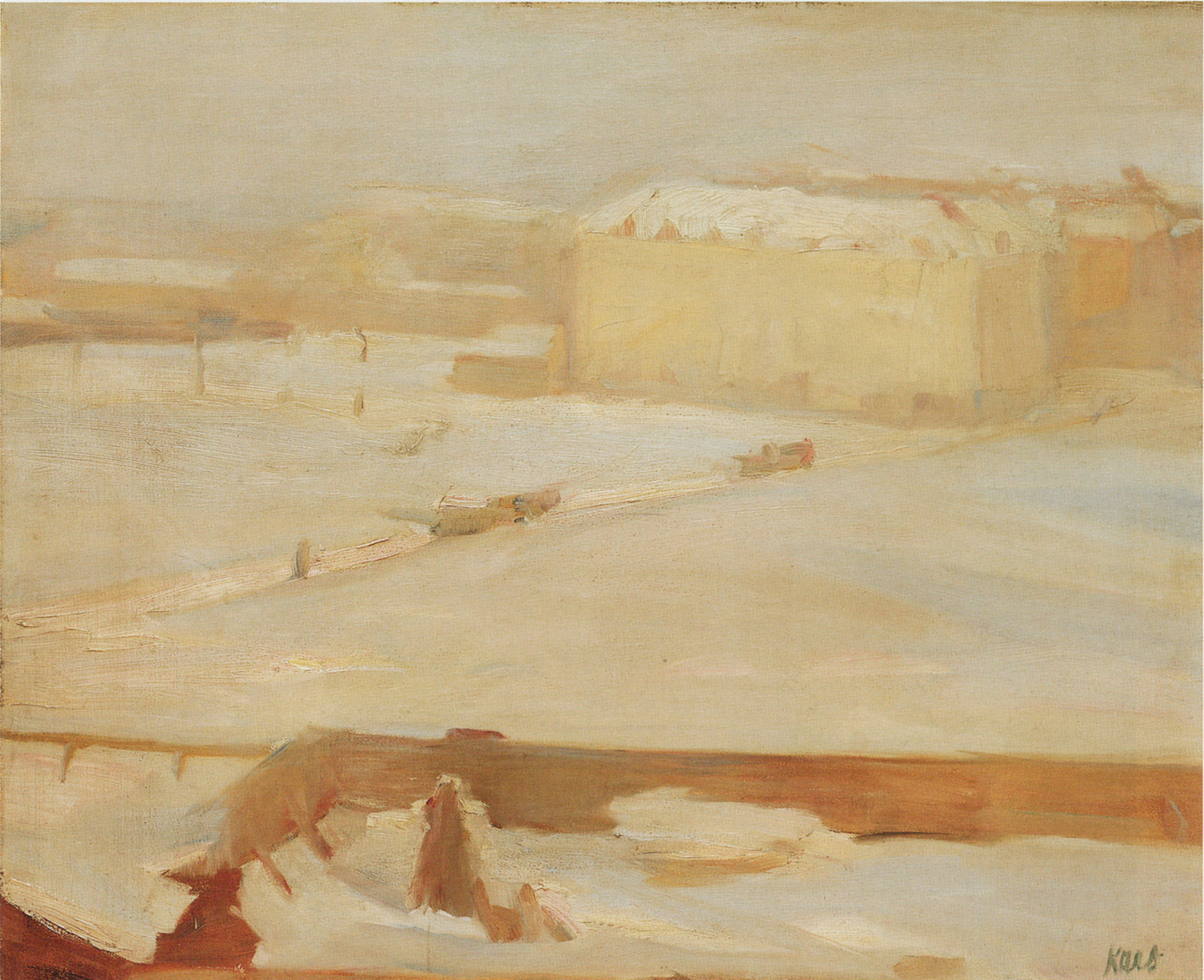
Paysage de neige à Hambourg (1906).
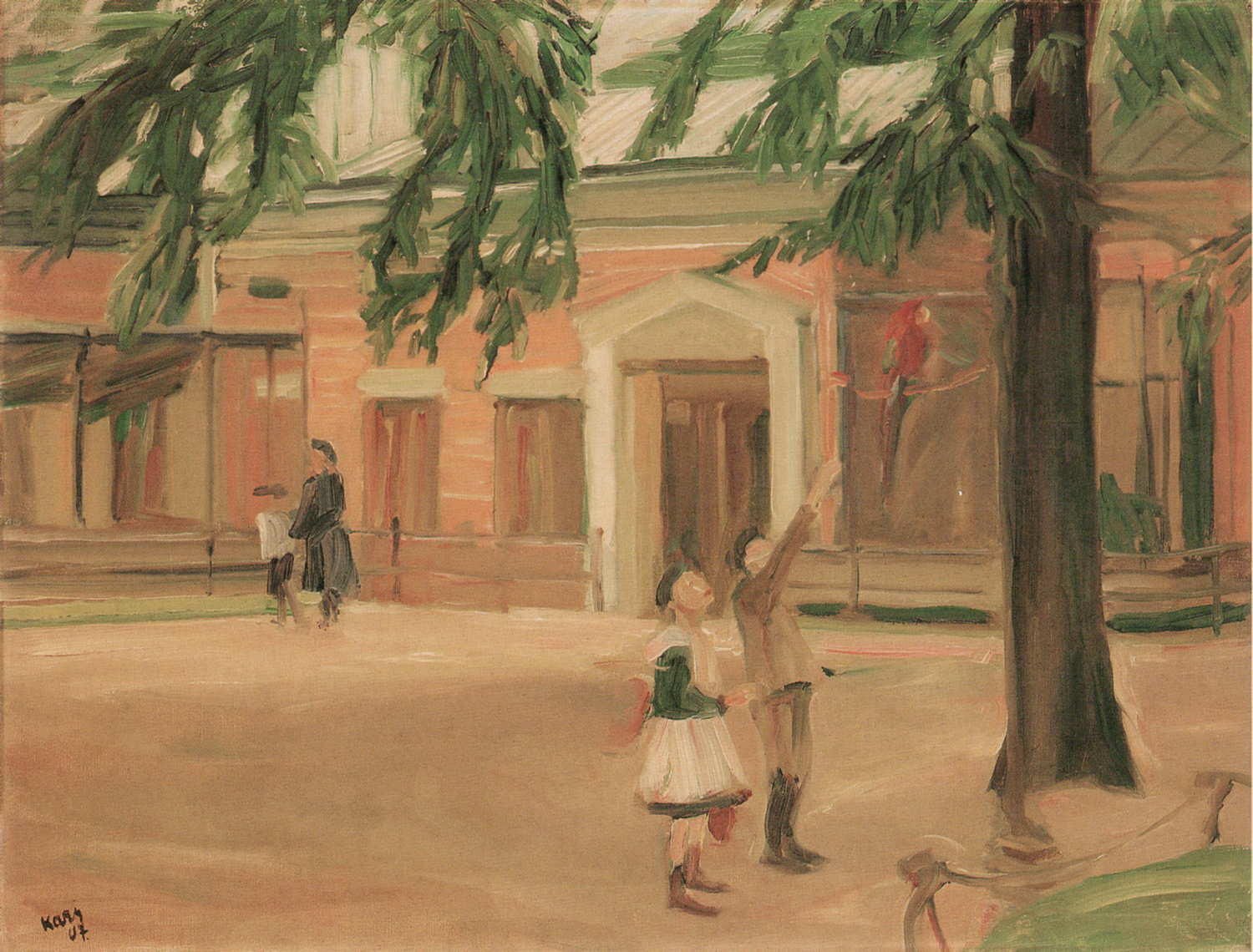
Parc zoologique à Hambourg (1907).
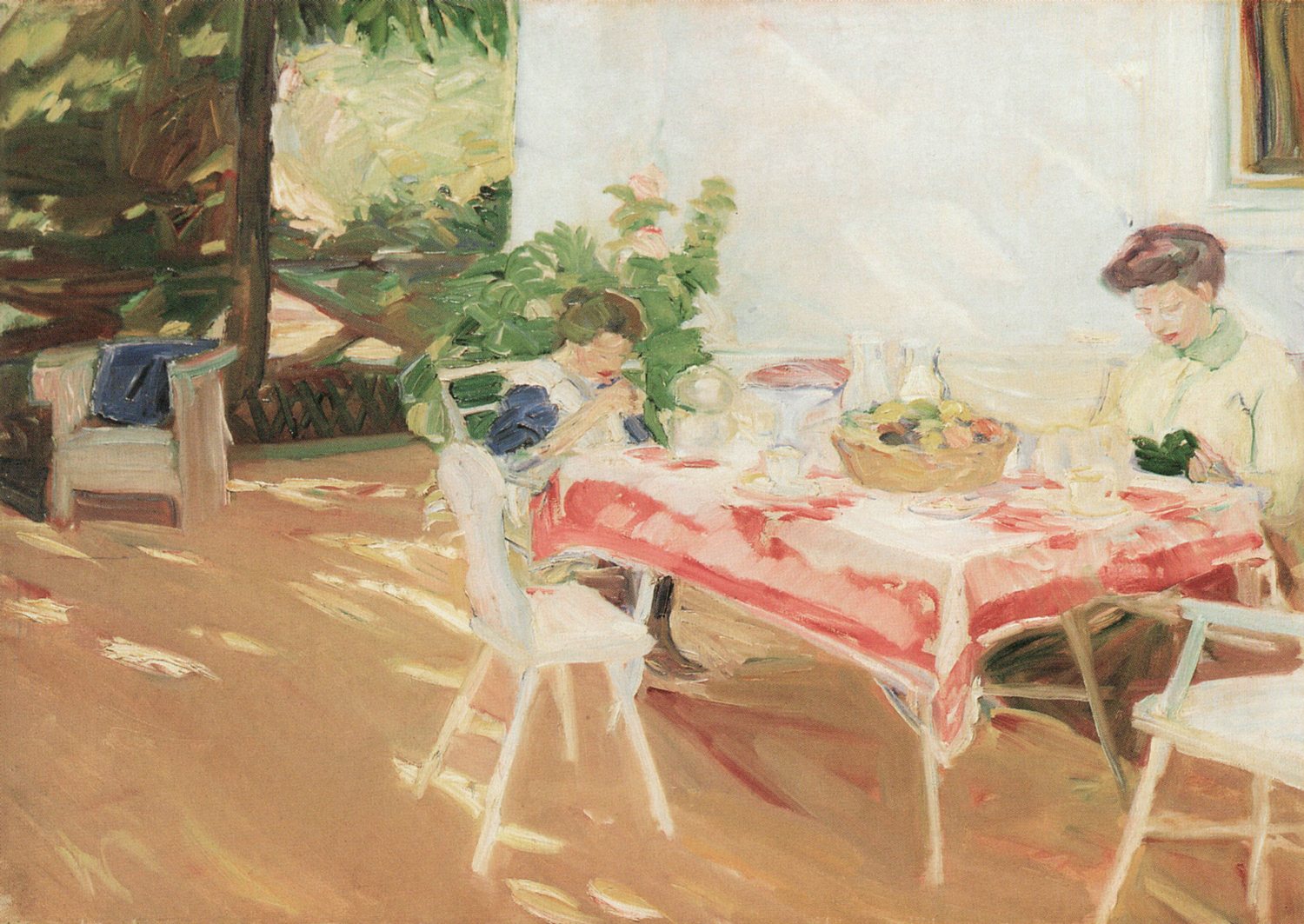
U svačiny (1908).
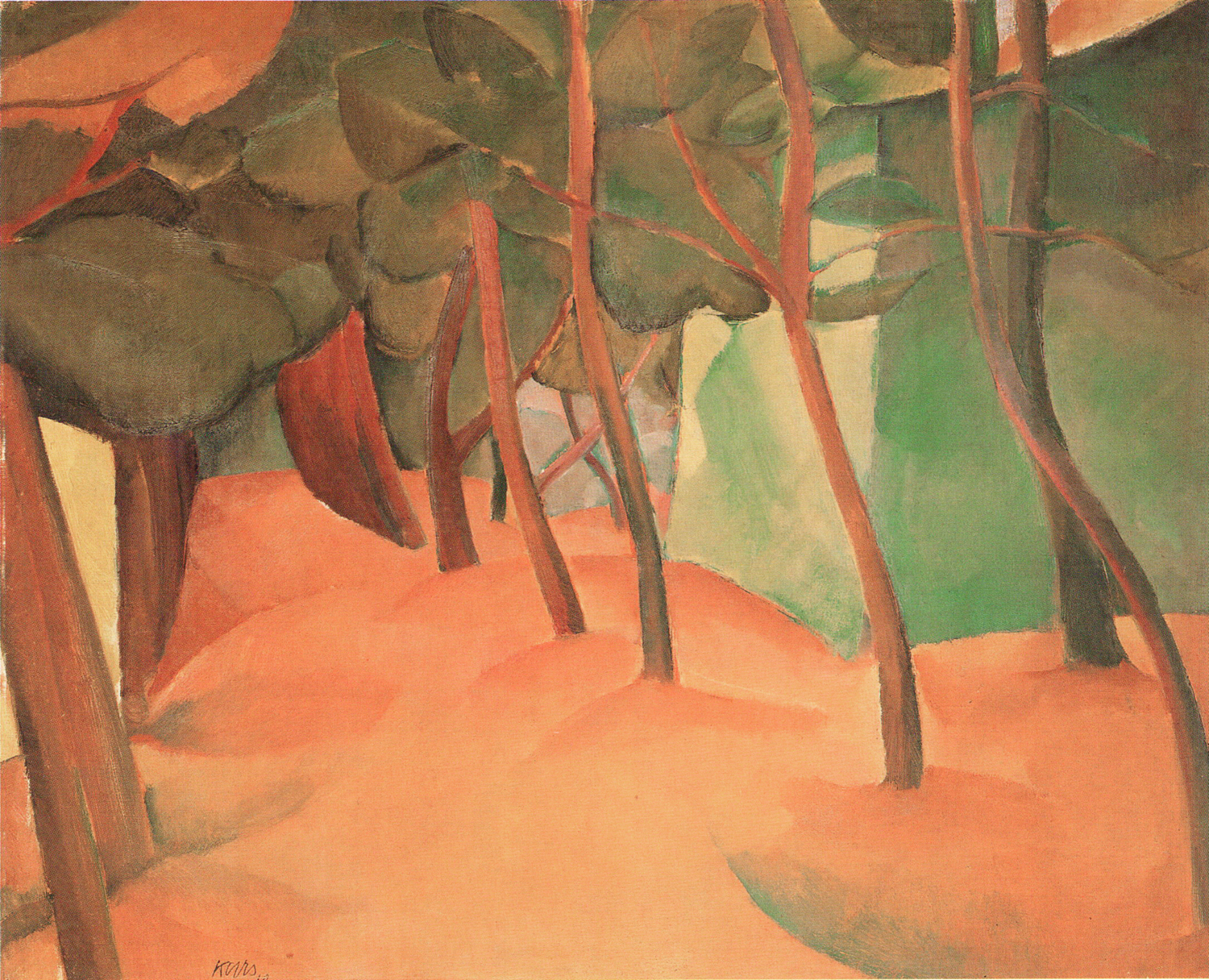
Paysage (1910).
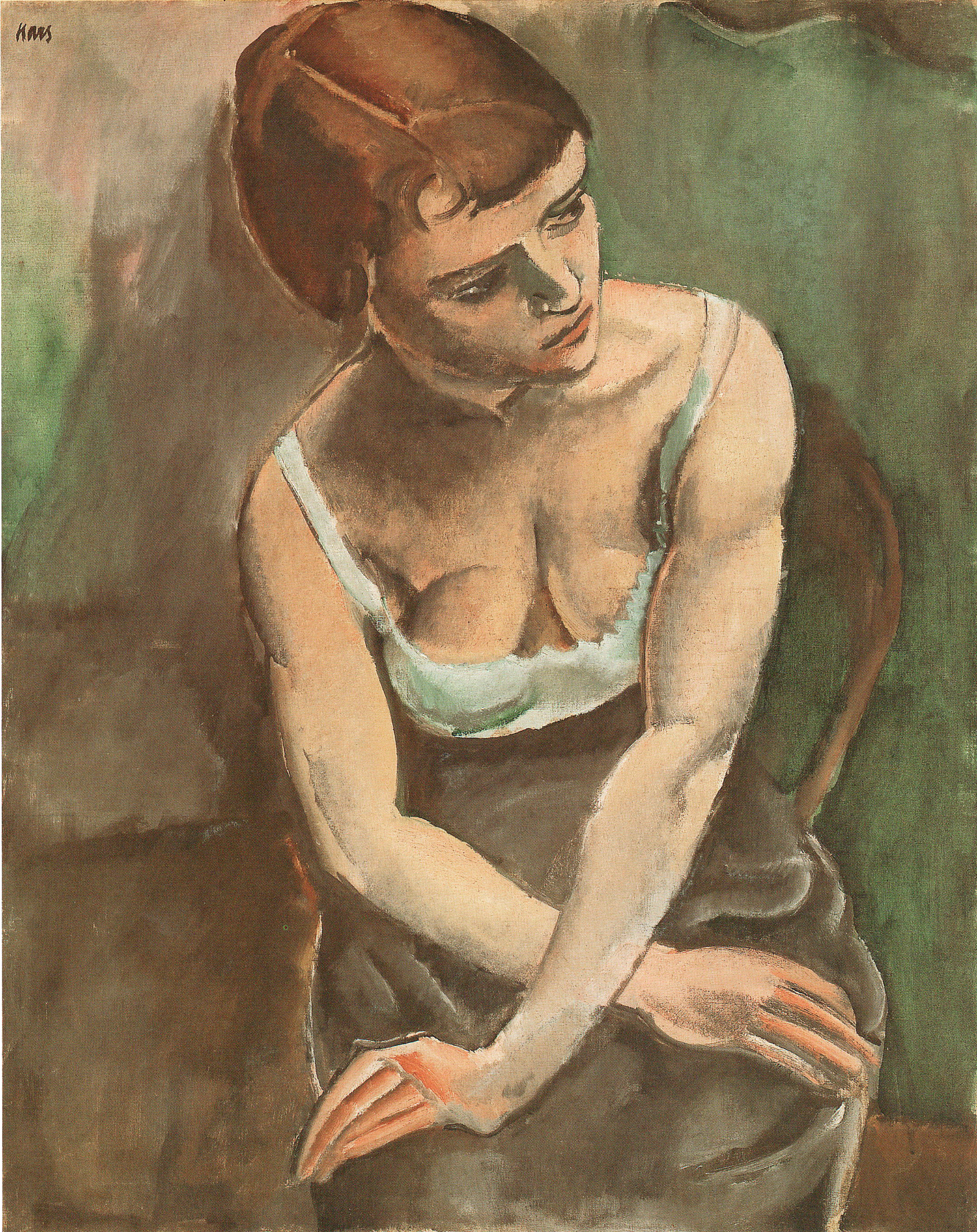
Sedící dívka se zk říženýma rukama (1910).
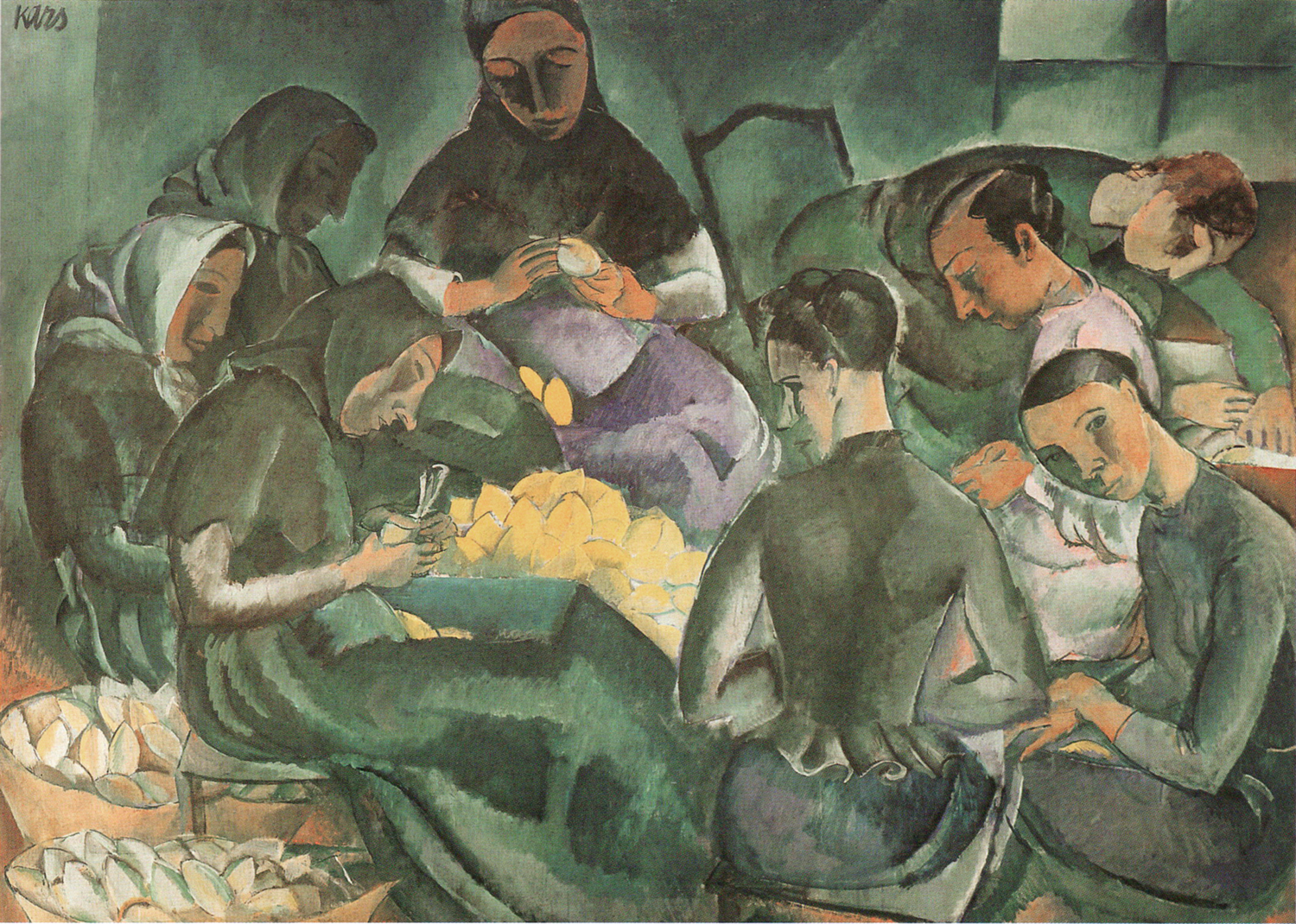
Balení citronů na Mallorce (1912).
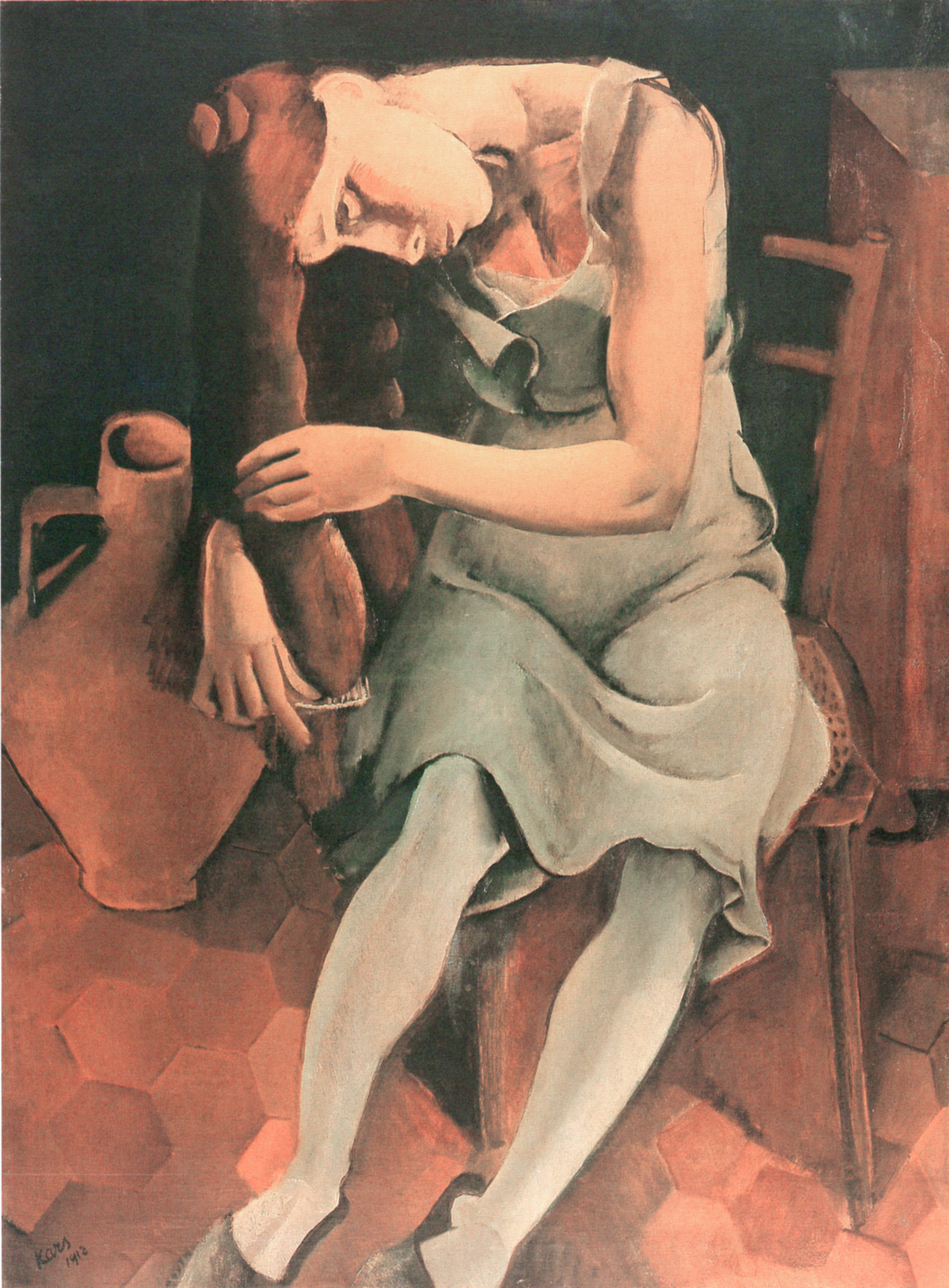
Česající se žena (1912).
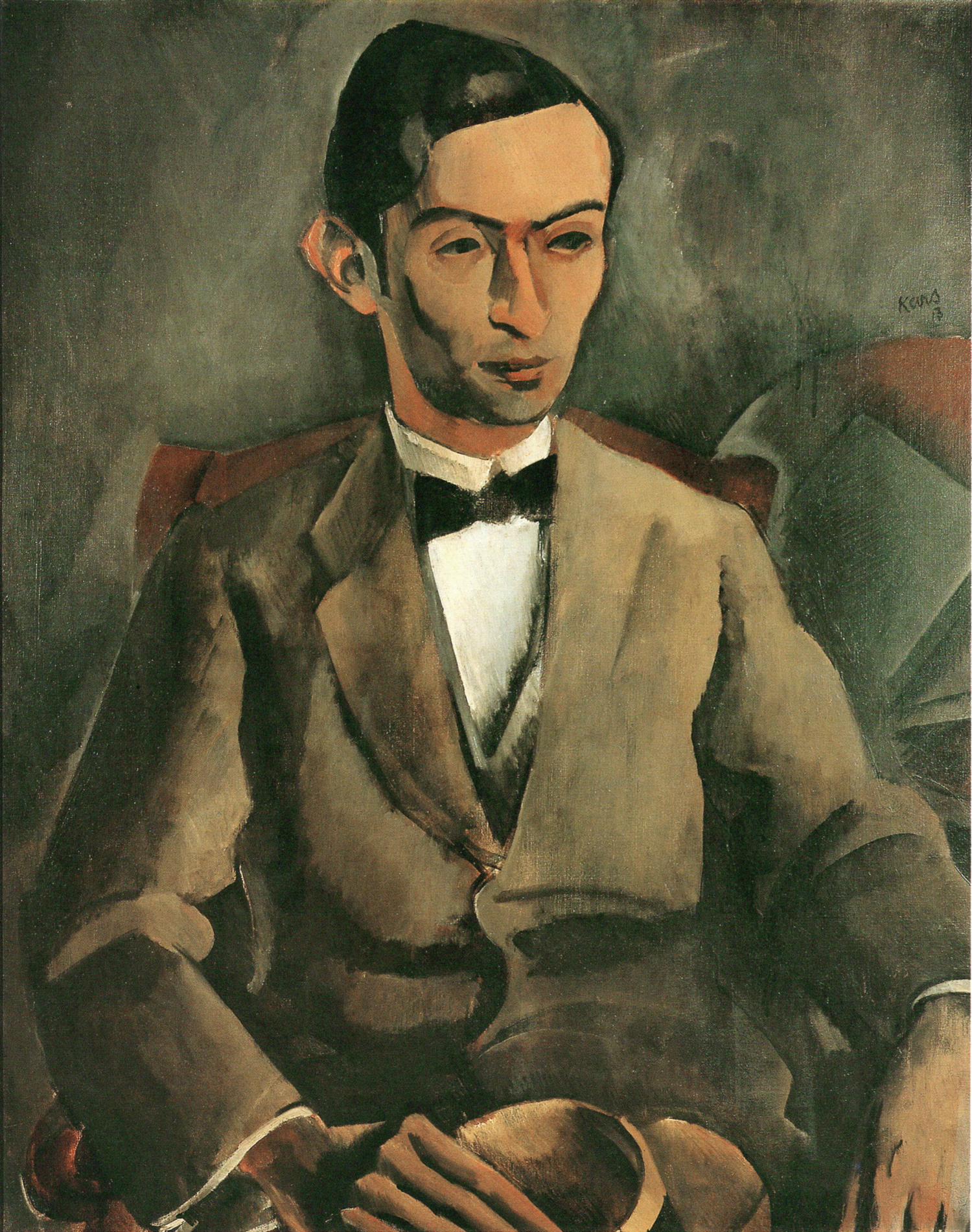
Portrait d'Otto Gutfreund (1913).
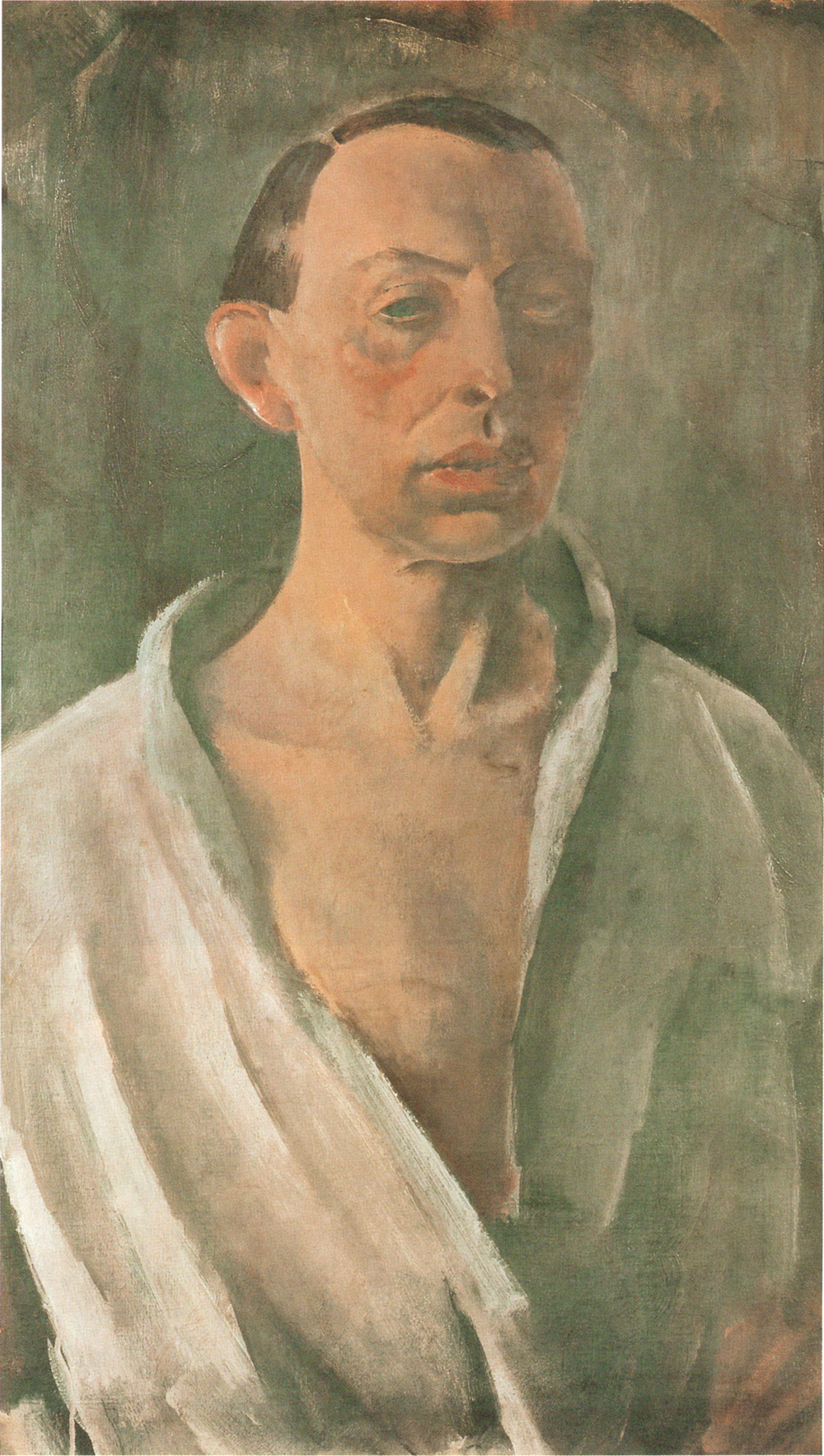
Autoportrait (1913).
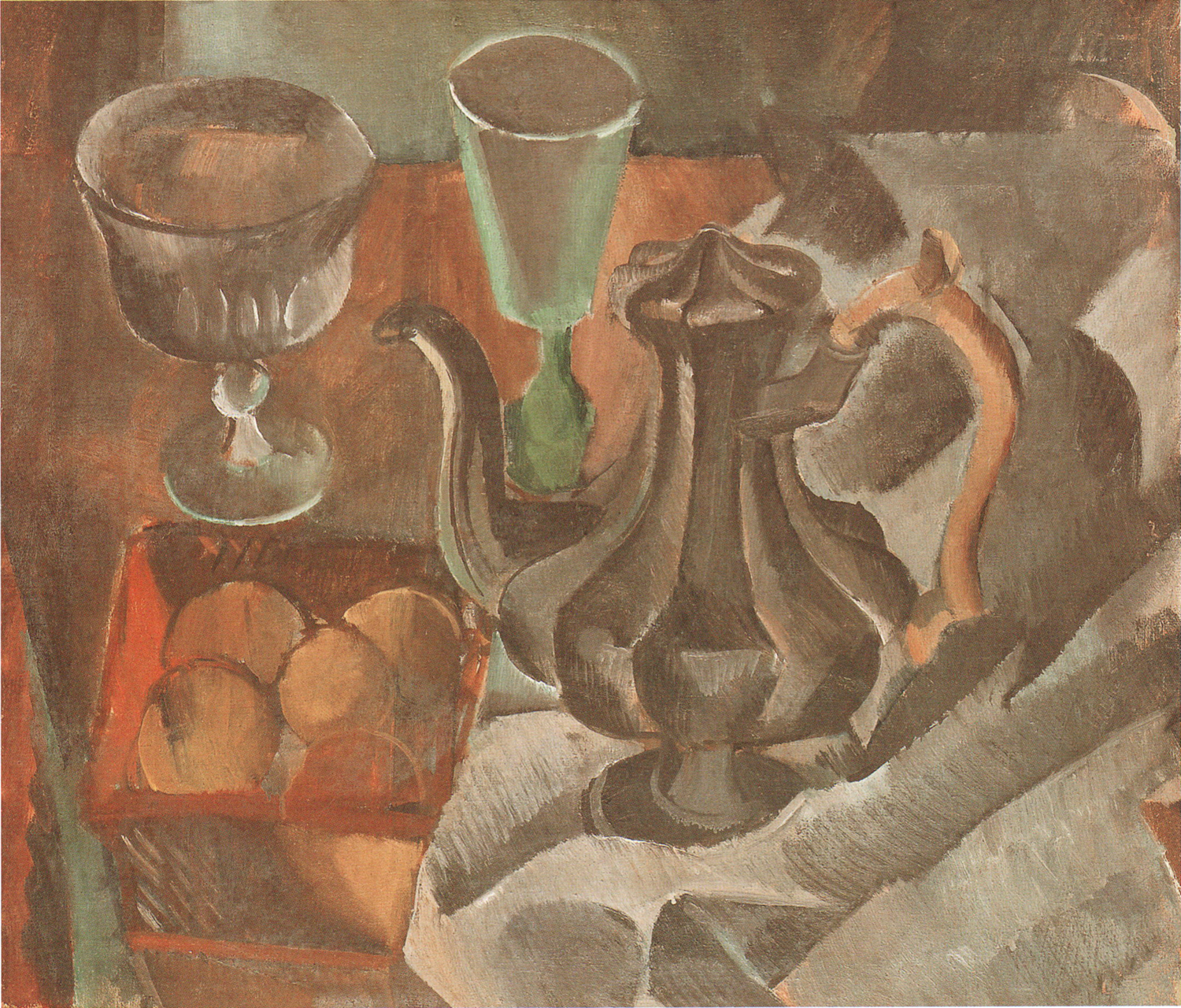
Zátiší s konvicí a zelenou sklenicí (1914).
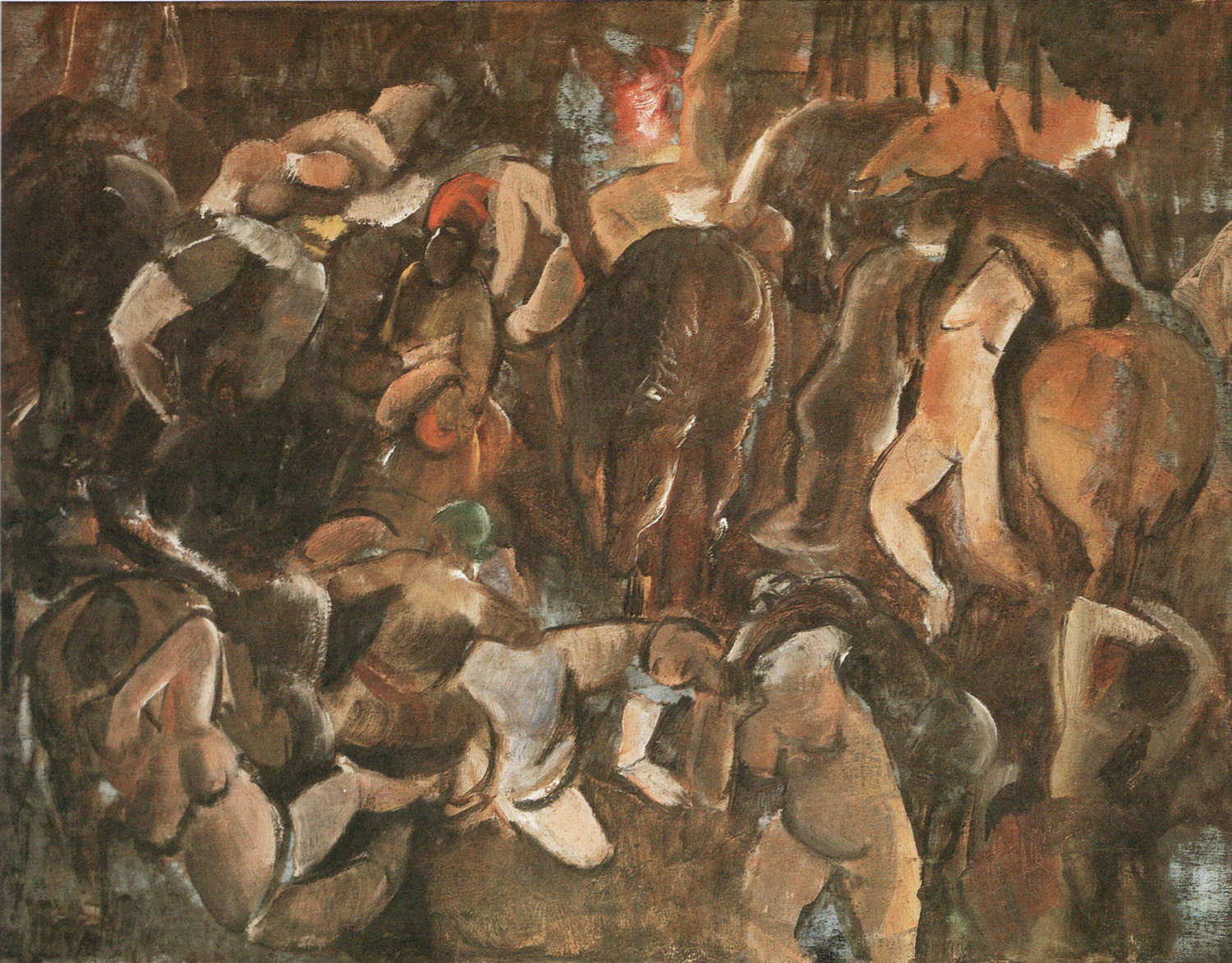
Nu (1919).
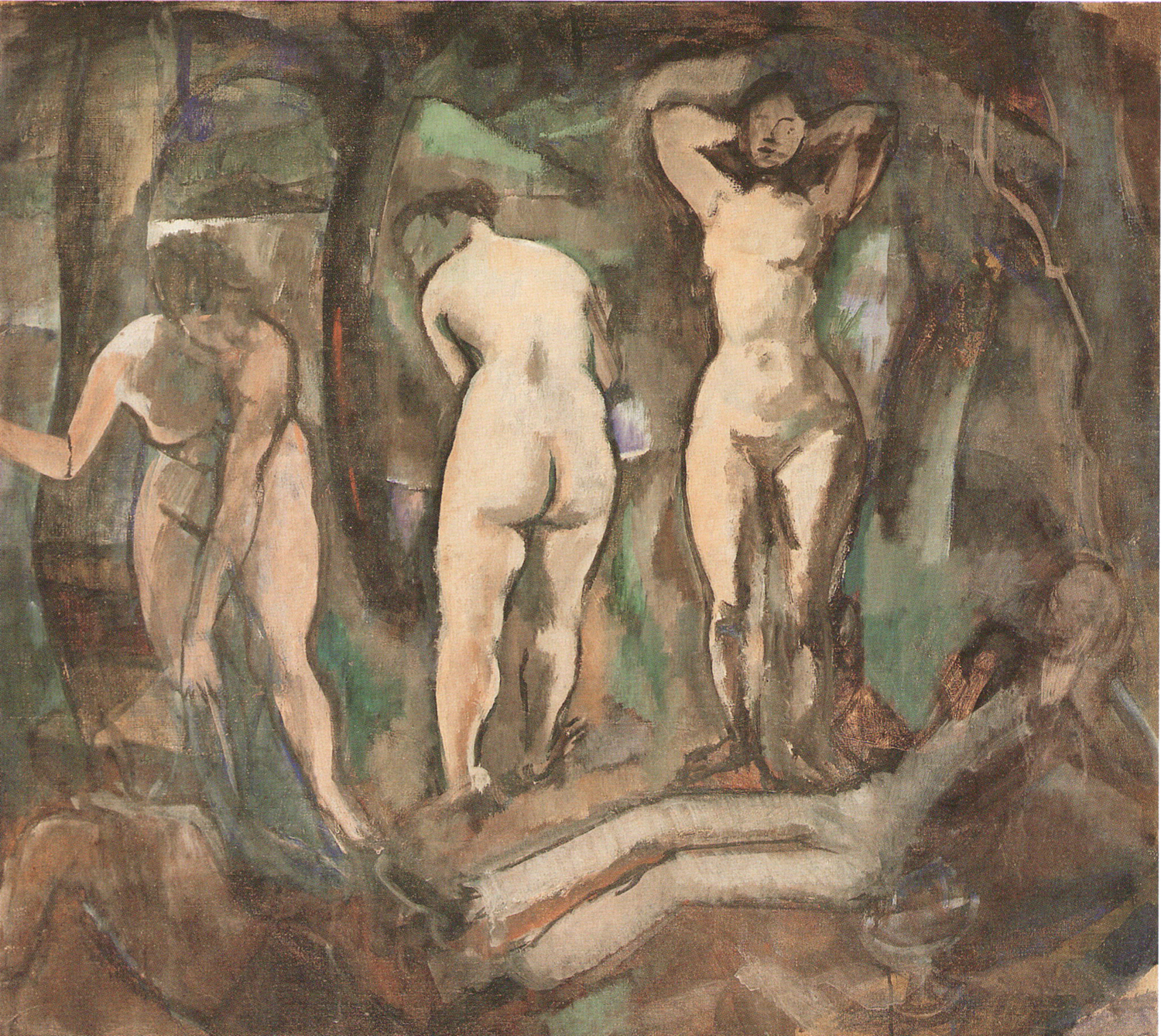
Trois nus dans un paysage (1919).
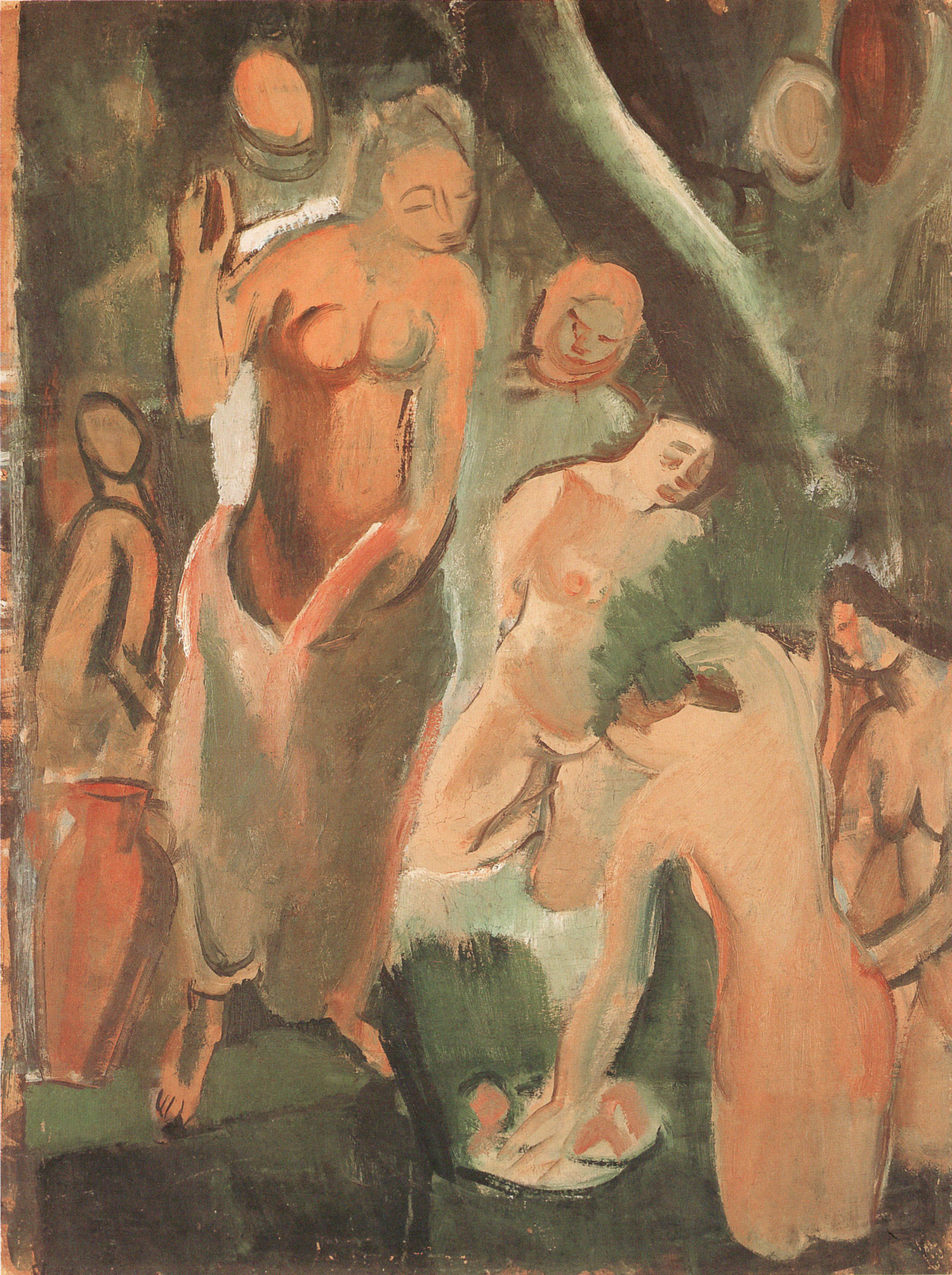
Studie k obrazu Zachránění malého Mojžíše (1921).
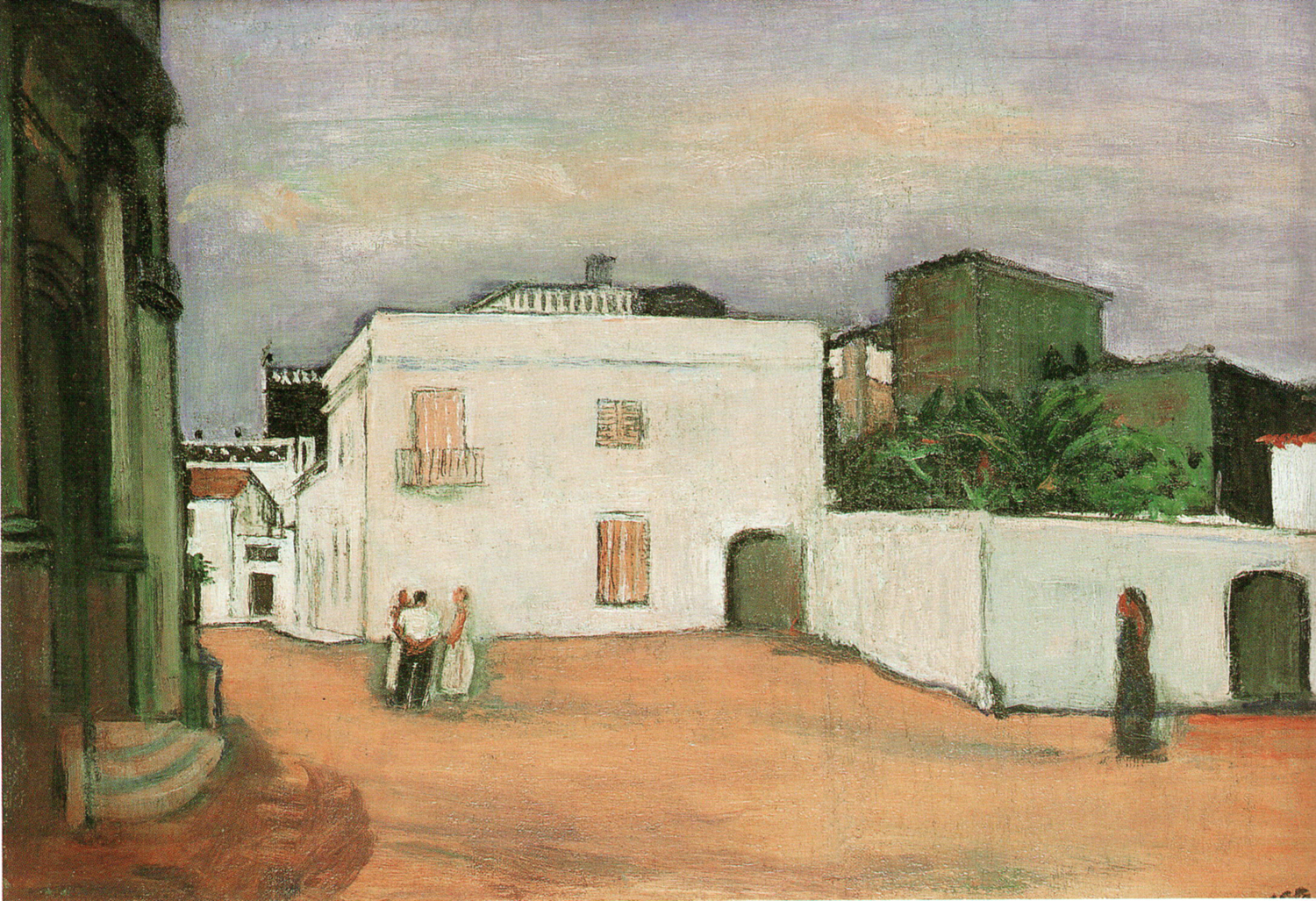
Maisonnette blanche à Tossa de Mar (1933).

- Prague, Musée juif :
  - Dans le parc, 1906, huile sur toile, 65 × 76 cm ;
  - Přístavní můstek, huile sur toile, 54 × 74 cm.

Œuvres de Georges Kars dans les collections du Musée juif de Prague
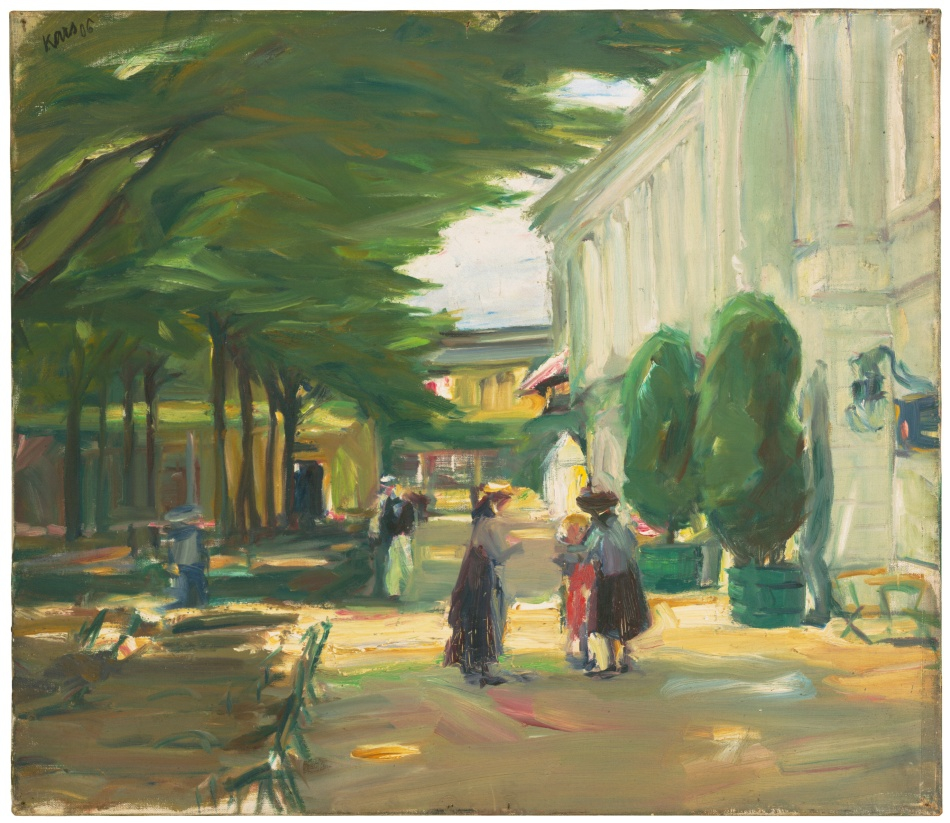
Dans le parc (1906).
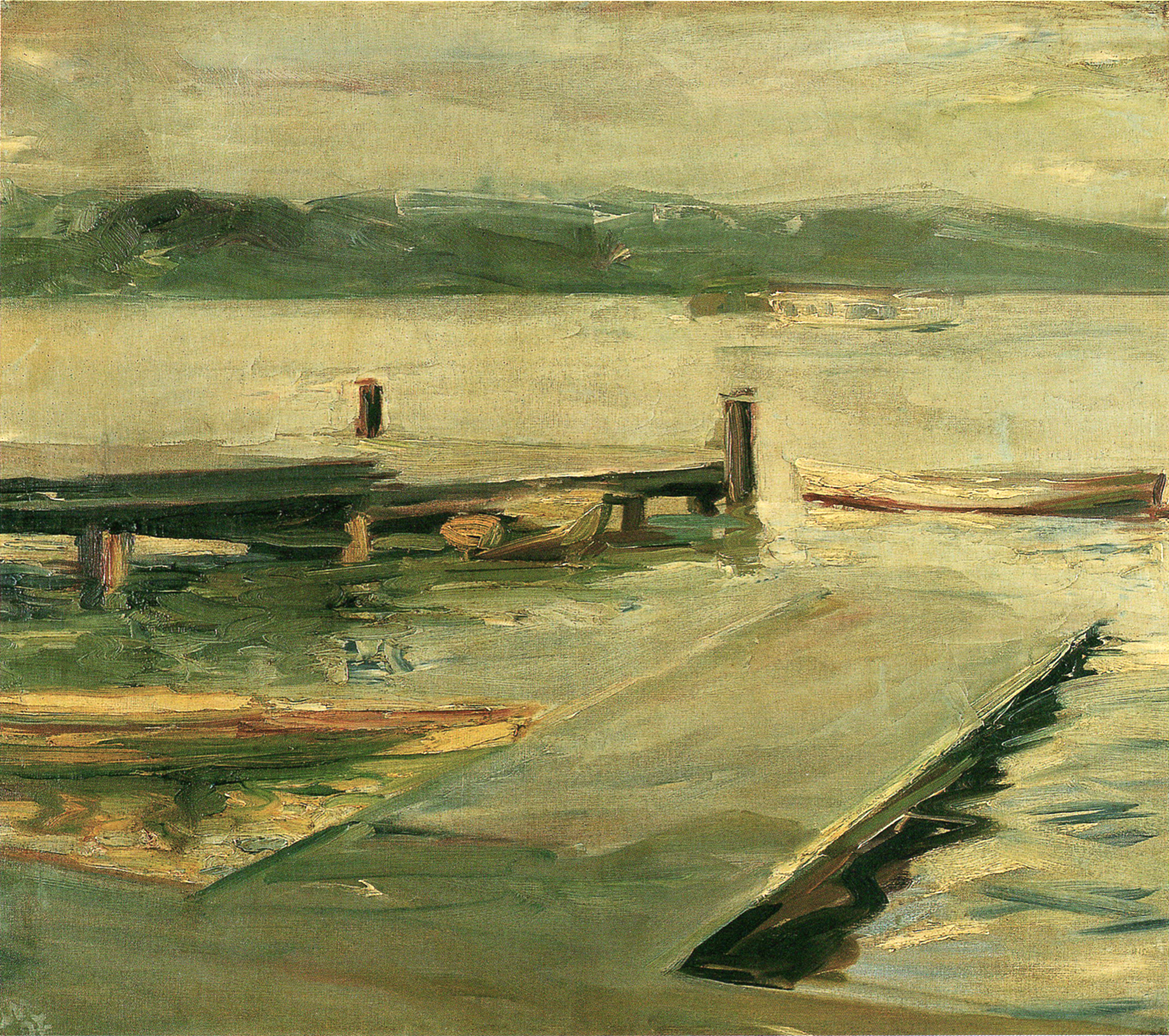
Přístavní můstek

- Prague, musée de la Ville de Prague :
  - Atelier, 1929, huile sur toile ;
  - Ráno, 1933, huile sur toile, 130 × 99 cm ;
  - Paysage espagnol, Tossa de Mar, 1935, peinture.
  - Mulatka, vers 1938, huile sur toile, 45 × 37 cm ;
  - Přívoz v Troji, huile sur toile ;
  - Ženský akt, huile sur carton.

Œuvres de Georges Kars dans les collections du musée de la Ville de Prague
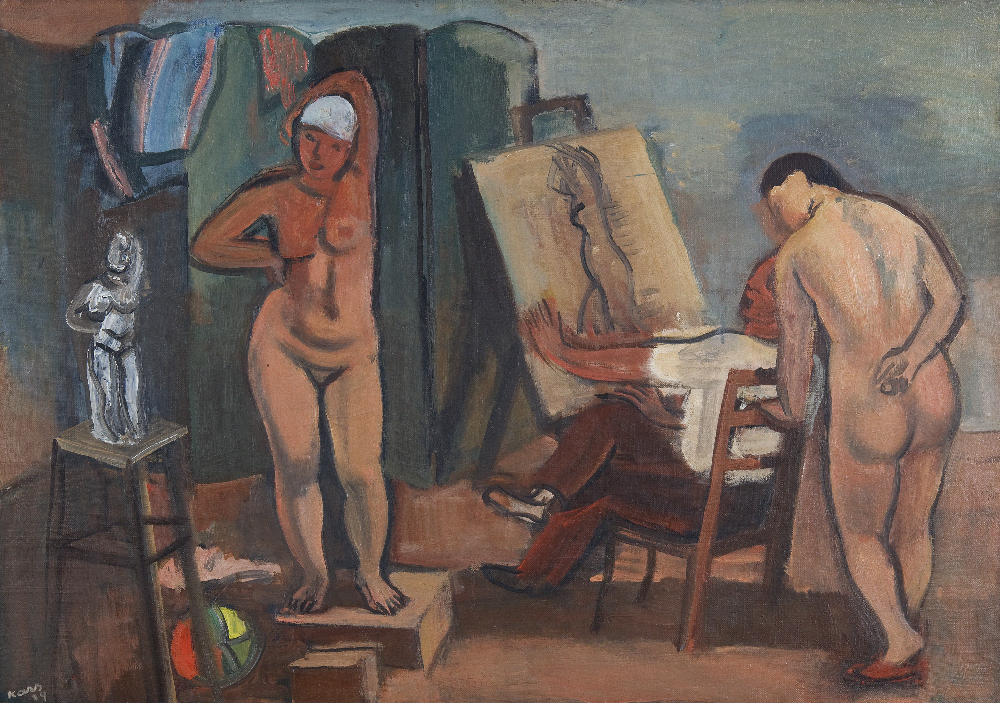
Atelier (1929).
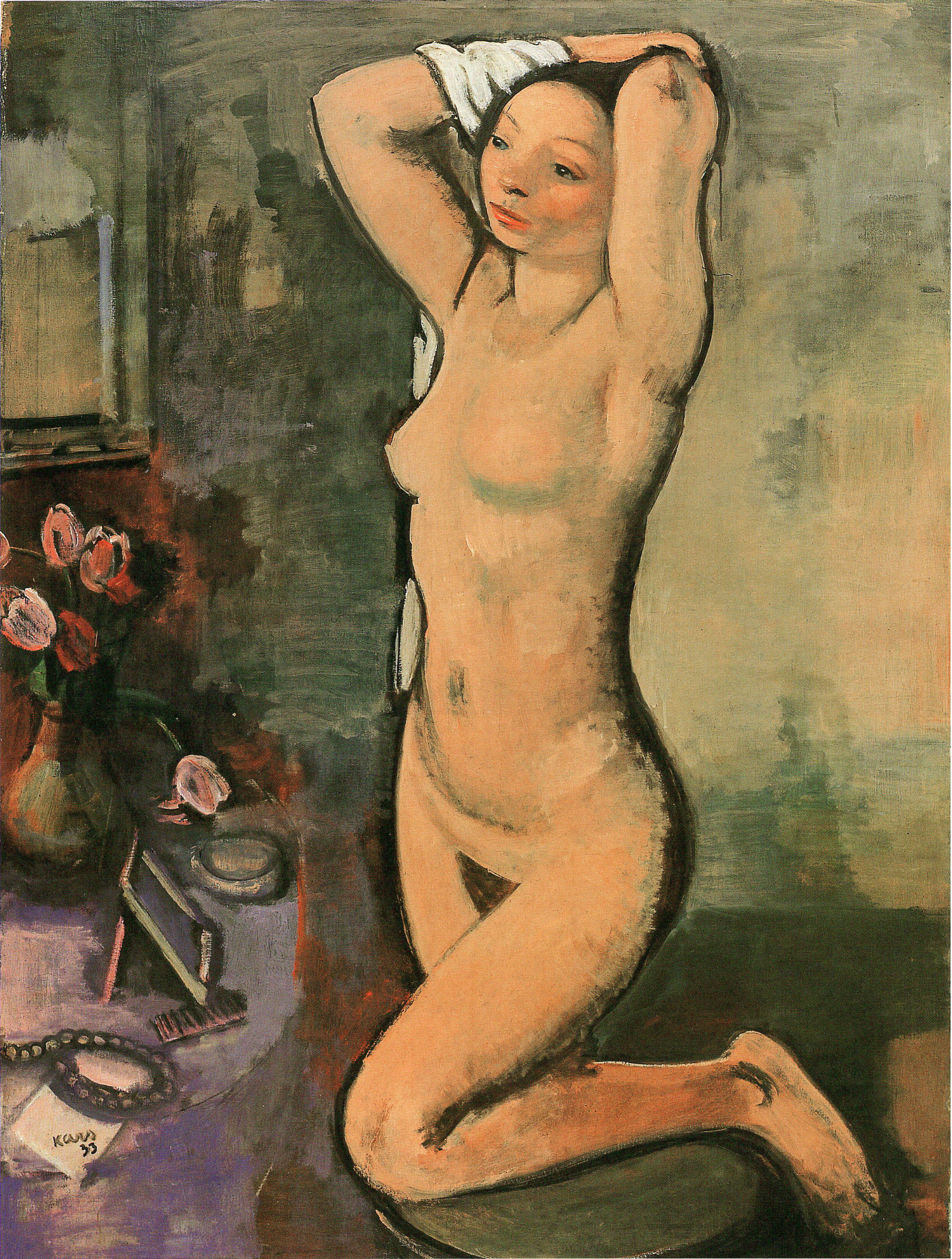
Ráno (1933).
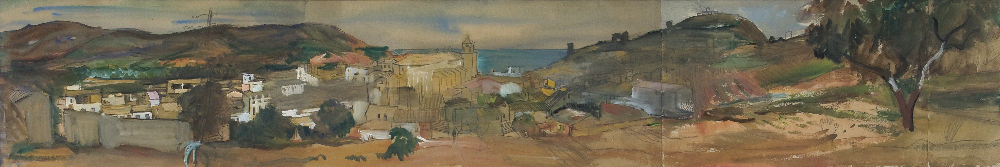
Paysage expagnol, Tossa de Mar (1935).
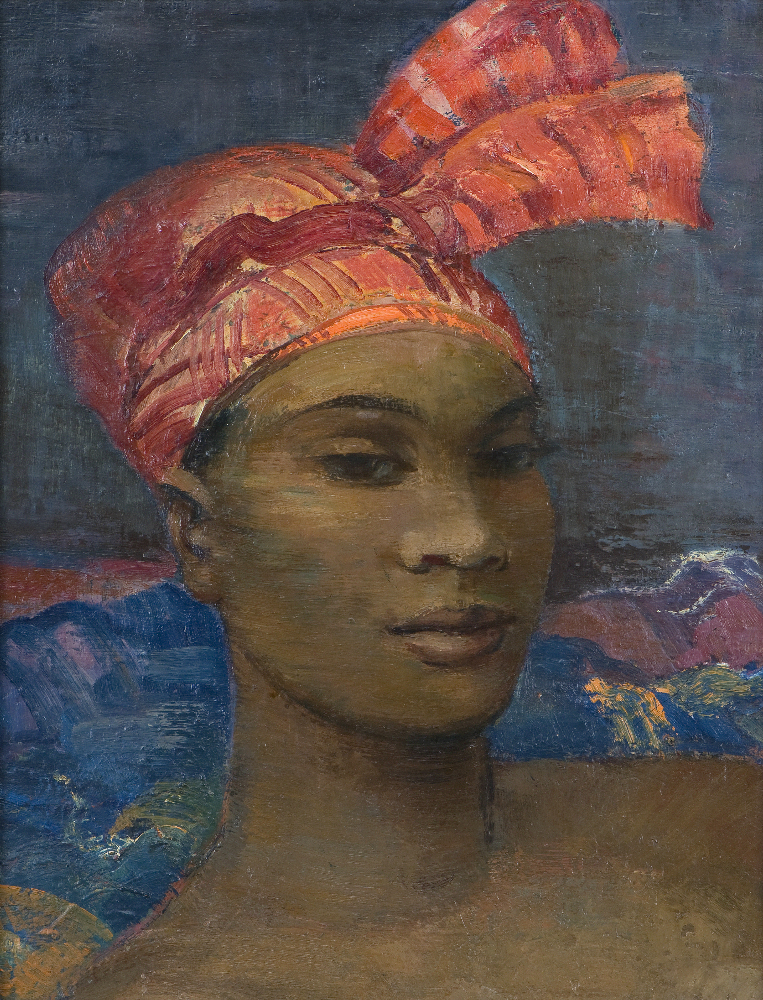
Mulatka (vers 1938).
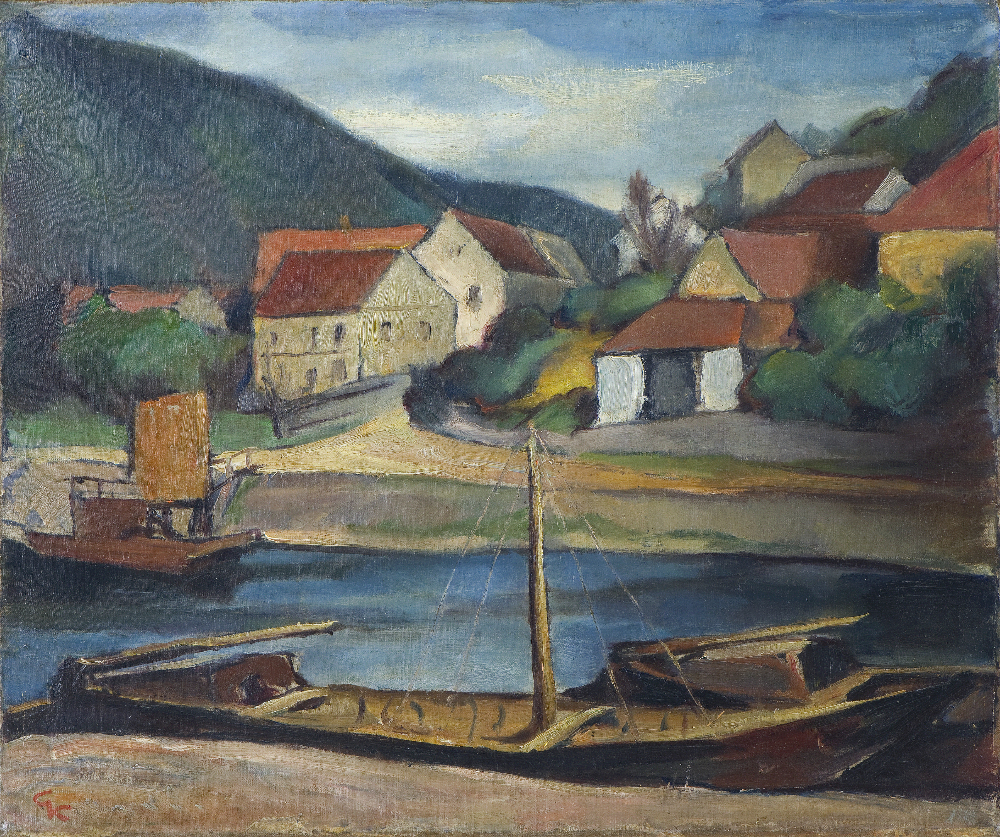
Přívoz v Troji
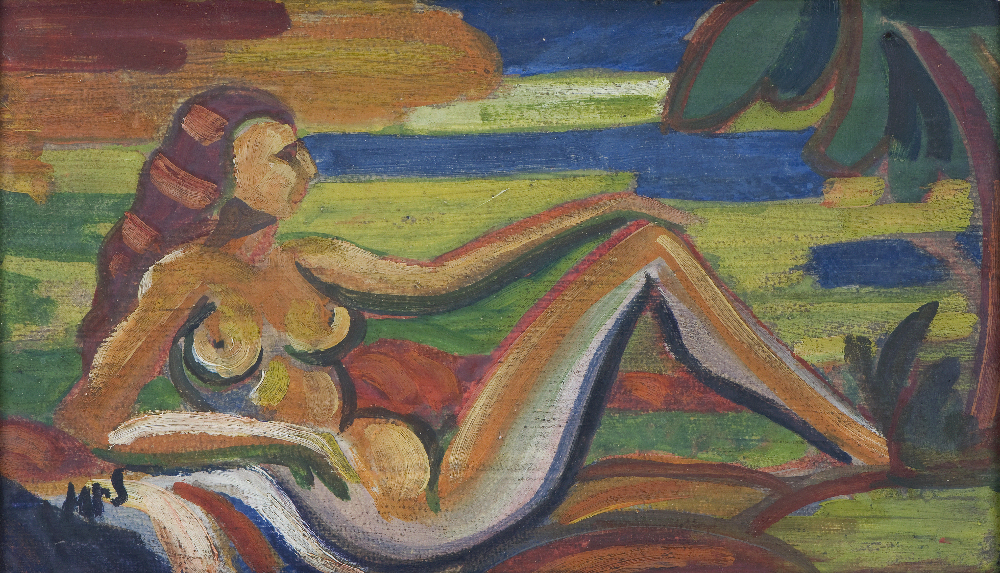
Ženský akt

- Prague, Pudil Family Foundation : Portrait de Maurice Utrillo, 1926, huile sur toile, 65 × 54 cm.
- Velvary, musée de Velvary : Autoportrait, 1909, huile sur toile, 100 × 81 cm.

Œuvre de Georges Kars dans les collections du musée de Velvary
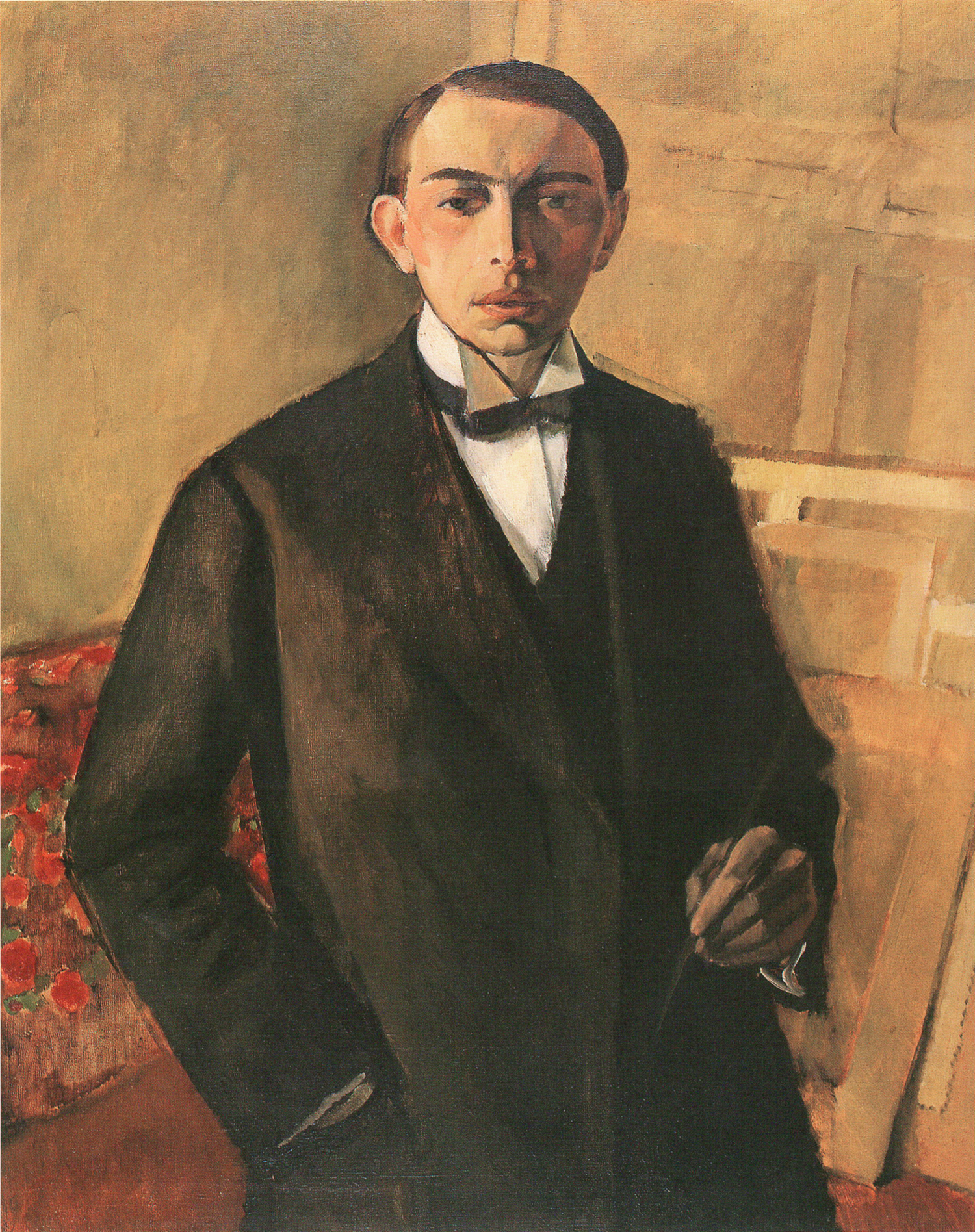
Autoportrait (1909).

Œuvres non localisées de Georges Kars
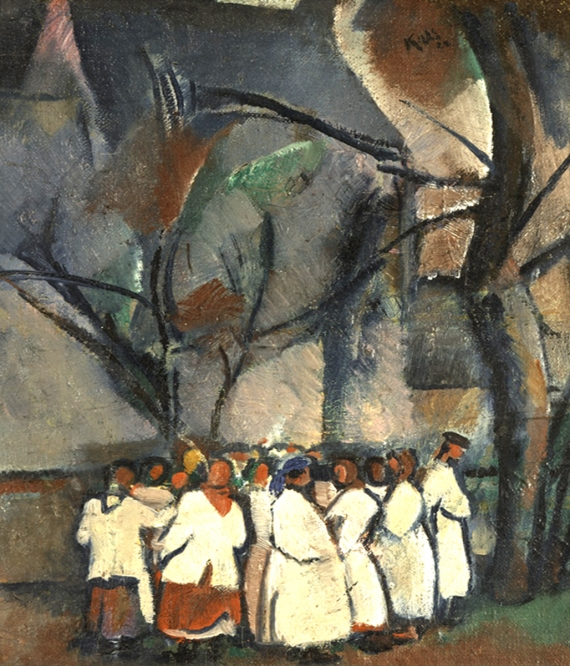
Krajina s kostelem
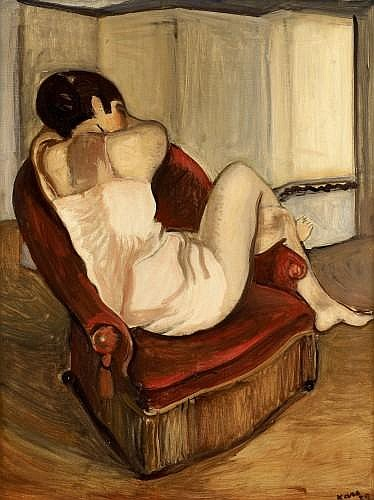
Modèle au fauteuil rouge (1929).

### Iconographie
- Jean Martin, Étude pour le Portrait du peintre Georges Kars, 1942, crayon sur papier, musée des Beaux-Arts de Lyon ((en ligne : Jean Martin — Les années expressives, musée des Beaux-Arts de Lyon)).